# Furusiyya FEI Nations Cup 2015
Der Furusiyya FEI Nations Cup 2015 der Springreiter ist die dritte Saison des Furusiyya FEI Nations Cup. Dieser folgt dem vormaligen Meydan FEI Nations Cup nach und steht damit in einer über hundert Jahre andauernden Tradition von Nationenpreisturnieren im Springreiten.

## Ablauf und Reglement der Turnierserie
Im Vergleich zum Vorjahr wurden die Grundregeln des Furusiyya FEI Nations Cups beibehalten, in Details gab es jedoch etliche Reglementänderungen. Sieben (theoretische) Ligen sind über die Welt verteilt: Europa 1, Europa 2, Nord- und Zentralamerika, Südamerika, Naher Osten, Asien/Australasien und Afrika. Da in Asien/Australasien, Afrika und Südamerika jedoch keine entsprechenden Nationenpreisturniere durchgeführt werden, werden nur vier Ligen ausgetragen.
Bei jedem Nationenpreis der Serie werden Wertungspunkte vergeben. Dabei kommt das zur Saison 2014 überarbeitete Punktesystem erneut zur Anwendung:
| Platz  | 1   | 2  | 3  | 4  | 5  | 6  | 7  | 8  | 9  | 10 | weitere      |
| Punkte | 100 | 90 | 80 | 70 | 60 | 55 | 50 | 45 | 40 | 35 | keine Punkte |

Jeder nationale Verband musste zu Beginn der Saison vier Nationenpreise auswählen, bei denen die eigene Mannschaft Wertungspunkte für die Finalteilnahme sammeln konnte. Weitere Starts in anderen Nationenpreisen auch außerhalb der eigenen Liga sind möglich, bei diesen können jedoch keine Wertungspunkte gesammelt werden.
Am Ende der Saison, die sich von Anfang Februar bis September 2015 erstreckt, wird ein Finalturnier durchgeführt. Austragungsort des Finals ist zum dritten Mal Barcelona. Für das Finale qualifizieren sich 18 Mannschaften: aus Europa 1 sieben, aus Europa 2 zwei, aus Nord- und Zentralamerika zwei, aus Südamerika zwei, aus dem Mittleren Osten zwei, aus Asien/Australasien zwei und aus Afrika eine Equipe. Soweit sich das Gastgeberland des Finals nicht qualifiziert, darf dieses als 19. Mannschaft an den Start gehen.
In der Saison 2015 zeigten sich nochmal vermehrt die Auswirkungen der in den Medien als „Krieg der Uhren“ bezeichneten Sponsoring-Konkurrenzsituation zwischen Longines und Rolex. Nachdem 2014 bereits mit dem CHIO Aachen das deutsche Nationenpreisturnier, welches traditionell von Rolex als Sponsor unterstützt wird, aus der Nationenpreisserie ausschied, hatte die Konkurrenzsituation 2015 auch Auswirkungen auf die Nationenpreise in Nordamerika. Die beiden großen Turnierveranstalter des Kontinents in Spruce Meadows (Calgary, Kanada) und Wellington (Florida, Vereinigte Staaten) behielten ihren Sponsor Rolex und schieden aus dem von Longines geförderten Nations Cup aus. Das US-amerikanische Nationenpreisturnier wich in das nahegelegene Ocala aus, wo bereits seit einigen Jahren eine von einem mit einer Million US-$ dotierten Großen Preis gekrönte Turnierserie stattfindet. In Kanada sollte das für die Nationenpreisserie zählende Turnier nach Alberta wechseln, das Turnier kam hier jedoch nicht zustande. Damit entfiel für das Jahr 2015 die kanadische Nations-Cup-Etappe.

## Nahost-Liga
Die Nahostliga des Furusiyya FEI Nations Cups 2015 beschränkte sich erneut auf nur einen Nationenpreis. Nach zwei Jahren in al-Ain kehrte das Nationenpreisturnier nach Abu Dhabi zurück. Der Nationenpreis beim President of UAE Show Jumping Cup, einem CSIO 5*-Turnier, wurde am Donnerstag, den 19. Februar 2015 durchgeführt. Es siegte hier die Equipe aus Katar, die im Vorjahr siegreiche Mannschaft der Ukraine kam im Jahr 2015 auf den zweiten Rang. Für das Saisonfinale qualifizierten sich Katar und Saudi-Arabien.
|             | Mannschaft                                     | Reiter | Pferd | 1. Umlauf   | 2. Umlauf   | Strafpunkte (Gesamt) | Stechen  | Stechen | Preis- geld | Wertungs- punkte |
| Strafpunkte | Mannschaft                                     | Reiter | Pferd | Strafpunkte | Strafpunkte | Strafpunkte (Gesamt) | Zeit (s) |         | Preis- geld | Wertungs- punkte |
| ----------- | ---------------------------------------------- | --- | --- | ----------- | ----------- | -------------------- | -------- | ------- | ----------- | ---------------- |
| 1           | Katar                                          | Ali Al Rumaihi | Gunder | 1           | (4)         |                      |          |         |             |                  |
| 1           | Katar                                          | Khalid Mohammed Al Emadi | Tamira IV | 1           | 0           |                      |          |         |             |                  |
| 1           | Katar                                          | Ali bin Chalid Al Thani | Vienna Olympic | (4)         | 1           |                      |          |         |             |                  |
| 1           | Katar                                          | Bassem Hassan Mohammed | Palloubet d’Halong | 1           | 1           |                      |          |         |             |                  |
| 1           | Katar                                          | | | 3           | 2           | 5                    |          |         | 30.100 €    | 100              |
| 2           | Ukraine (Mannschaft aus der Europa-Liga 2)     | Cassio Rivetti | Vivant | 4           | 4           |                      |          |         |             |                  |
| 2           | Ukraine (Mannschaft aus der Europa-Liga 2)     | Oleksandr Onischtschenko | Valentino Velvet | (10)        | (6)         |                      |          |         |             |                  |
| 2           | Ukraine (Mannschaft aus der Europa-Liga 2)     | Ferenc Szentirmai | Chadino | 5           | 4           |                      |          |         |             |                  |
| 2           | Ukraine (Mannschaft aus der Europa-Liga 2)     | René Tebbel | Cooper | 1           | 1           |                      |          |         |             |                  |
| 2           | Ukraine (Mannschaft aus der Europa-Liga 2)     | | | 10          | 9           | 19                   |          |         | 24.100 €    | –                |
| 3           | Ägypten                                        | Sameh El Dahan mit Suma's Zorro Mohamed Talaat mit Connaught Abdel Said mit Dakota Karim El Zoghby mit Amelia                                                        | Sameh El Dahan mit Suma's Zorro Mohamed Talaat mit Connaught Abdel Said mit Dakota Karim El Zoghby mit Amelia                                                        |             |             |                      |          |         |             |                  |
| 3           | Ägypten                                        | | | 10          | 11          | 21                   |          |         | 18.100 €    | –                |
| 4           | Frankreich (Mannschaft aus der Europa-Liga 1)  | Louis Bouhana mit Qlandestin Sas Frederic David mit Equador van't Roosakker Alexandre Fontanelle mit Prime Time des Vagues Jerome Hurel mit Ohm de Ponthual          | Louis Bouhana mit Qlandestin Sas Frederic David mit Equador van't Roosakker Alexandre Fontanelle mit Prime Time des Vagues Jerome Hurel mit Ohm de Ponthual          |             |             |                      |          |         |             |                  |
| 4           | Frankreich (Mannschaft aus der Europa-Liga 1)  | | | 6           | 17          | 23                   |          |         | 14.500 €    | –                |
| 5           | Saudi-Arabien                                  | Abdullah asch-Scharbatly mit Tobalio Chalid al-'Aid mit Valuta S Abdul al-Rahji mit Chicago Ramzy al-Duhami mit Al Capone                                            | Abdullah asch-Scharbatly mit Tobalio Chalid al-'Aid mit Valuta S Abdul al-Rahji mit Chicago Ramzy al-Duhami mit Al Capone                                            |             |             |                      |          |         |             |                  |
| 5           | Saudi-Arabien                                  | | | 17          | 8           | 25                   |          |         | 9.900 €     | 90               |
| 5           | Deutschland (Mannschaft aus der Europa-Liga 1) | Patrick Stühlmeyer | Lacan | (12)        | 4           |                      |          |         |             |                  |
| 5           | Deutschland (Mannschaft aus der Europa-Liga 1) | Felix Haßmann | Balzaci | 4           | 8           |                      |          |         |             |                  |
| 5           | Deutschland (Mannschaft aus der Europa-Liga 1) | Lars Nieberg | Nabab de Revel | 5           | 4           |                      |          |         |             |                  |
| 5           | Deutschland (Mannschaft aus der Europa-Liga 1) | David Will | Colorit | 0           | (AUFG)      |                      |          |         |             |                  |
| 5           | Deutschland (Mannschaft aus der Europa-Liga 1) | | | 9           | 16          | 25                   |          |         | 9.900 €     | –                |
| 7           | Italien (Mannschaft aus der Europa-Liga 1)     | Emanuele Gaudiano mit Admara Simone Coata mit Cannavaro Francesco Franco mit Cassandra Juan Carlos García mit Gitano van Berkenbroeck                                | Emanuele Gaudiano mit Admara Simone Coata mit Cannavaro Francesco Franco mit Cassandra Juan Carlos García mit Gitano van Berkenbroeck                                |             |             |                      |          |         |             |                  |
| 7           | Italien (Mannschaft aus der Europa-Liga 1)     | | | 30          | 12          | 42                   |          |         | 7.300 €     | –                |
| 8           | Niederlande                                    | Robert Vos mit Interline H Hendrik-Jan Schuttert mit Bravour Michael Greeve mit Whitney Willem Greve mit Avion                                                       | Robert Vos mit Interline H Hendrik-Jan Schuttert mit Bravour Michael Greeve mit Whitney Willem Greve mit Avion                                                       |             |             |                      |          |         |             |                  |
| 8           | Niederlande                                    | | | 27          | 30          | 57                   |          |         | 6.100 €     | –                |
| 9           | Marokko                                        | Abdeslam Bennani Smires mit Mowgli des Plains Hassan Jabri mit Ondeo de Piliere Leina Benkhraba mit Quetam des Etisses Abdelkebir Ouaddar mit Quickly de Kreisker    | Abdeslam Bennani Smires mit Mowgli des Plains Hassan Jabri mit Ondeo de Piliere Leina Benkhraba mit Quetam des Etisses Abdelkebir Ouaddar mit Quickly de Kreisker    |             |             |                      |          |         |             |                  |
| 9           | Marokko                                        | | | 30          |             |                      |          |         |             | –                |
| 10          | Jordanien                                      | Hani Kamal Raji Bisharat mit Emmanuel Nasouh Kayali mit Veni Vidi Vici Ra’ad Naser mit Chirico W Ibrahim Bisharat mit Elegance Casablanca                            | Hani Kamal Raji Bisharat mit Emmanuel Nasouh Kayali mit Veni Vidi Vici Ra’ad Naser mit Chirico W Ibrahim Bisharat mit Elegance Casablanca                            |             |             |                      |          |         |             |                  |
| 10          | Jordanien                                      | | | 54          |             |                      |          |         |             | 80               |
| 11          | Vereinigte Arabische Emirate                   | Muftah Jawhar Al Dhahiri mit Jameelaty Latifa bint Ahmed Al Maktum mit Peanuts de Beaufour Chalid Al Junaibi mit Energy Al Baryia Mohammed Ghanem Al Hajri mit Catan | Muftah Jawhar Al Dhahiri mit Jameelaty Latifa bint Ahmed Al Maktum mit Peanuts de Beaufour Chalid Al Junaibi mit Energy Al Baryia Mohammed Ghanem Al Hajri mit Catan |             |             |                      |          |         |             |                  |
| 11          | Vereinigte Arabische Emirate                   | | | AUSG        |             |                      |          |         |             | 70               |

(Ausgeklammerte Strafpunkte zählen als Streichergebnis nicht für das Mannschaftsergebnis)

## Nord- und Zentralamerikaliga
Der Turnierkalender der Nord- und Zentralamerikaliga (vollständiger Name: North America, Central America and Caribbean League) unterschied sich 2015 deutlich von dem der Saison 2014. Nach Absage des kanadischen Nationenpreisturniers bestand die Liga nur aus zwei Wertungsprüfungen. Das US-amerikanische Nationenpreisturnier wurde erstmals in der selbsternannten Horse Capital of the World, Ocala, ausgetragen.

### 1. Prüfung: Vereinigte Staaten
Anders als in den Vorjahren fand das Nationenpreisturnier nicht mehr im Rahmen des Winter Equestrian Festivals statt. Als neuer Austragungsort wurde das ebenfalls in Florida befindliche Ocala ausgewählt. Das Nationenpreisturnier, ausgetragen vom 10. bis 15. Februar 2015, fand in der fünften Woche der hier durchgeführten Turnierserie Ocala Winter Circuit statt. Ausgeschrieben war das Turnier als CSIO 4*.
|             | Mannschaft                                | Reiter | Pferd | 1. Umlauf   | 2. Umlauf   | Strafpunkte (Gesamt) | Stechen  | Stechen | Preis- geld | Wertungs- punkte |
| Strafpunkte | Mannschaft                                | Reiter | Pferd | Strafpunkte | Strafpunkte | Strafpunkte (Gesamt) | Zeit (s) |         | Preis- geld | Wertungs- punkte |
| ----------- | ----------------------------------------- | --- | --- | ----------- | ----------- | -------------------- | -------- | ------- | ----------- | ---------------- |
| 1           | Irland (Mannschaft aus der Europa-Liga 1) | Darragh Kenny | Picolo | 0           | (8)         |                      |          |         |             |                  |
| 1           | Irland (Mannschaft aus der Europa-Liga 1) | Lorcan Gallagher | Diktator van de Boslandhoeve | (0)         | 4           |                      |          |         |             |                  |
| 1           | Irland (Mannschaft aus der Europa-Liga 1) | Kevin Babington | Shorapur | 0           | 0           |                      |          |         |             |                  |
| 1           | Irland (Mannschaft aus der Europa-Liga 1) | Conor Swail | Grafton | 0           | 0           |                      |          |         |             |                  |
| 1           | Irland (Mannschaft aus der Europa-Liga 1) | | | 0           | 4           | 4                    |          |         | 60.000 US-$ | –                |
| 2           | Vereinigte Staaten                        | Lauren Hough mit Ohlala Georgina Bloomberg mit Juvina Laura Kraut mit Cedric Beezie Madden mit Simon                                 | Lauren Hough mit Ohlala Georgina Bloomberg mit Juvina Laura Kraut mit Cedric Beezie Madden mit Simon                                 |             |             |                      |          |         |             |                  |
| 2           | Vereinigte Staaten                        | | | 4           | 4           | 8                    |          |         | 48.000 US-$ | 100              |
| 3           | Kolumbien                                 | Daniel Bluman mit Conconcreto Apardi Juan Pablo Betancourt mit Troya Retiro Ilan Bluman mit Exacto Roberto Teran Tafur mit Woklahoma | Daniel Bluman mit Conconcreto Apardi Juan Pablo Betancourt mit Troya Retiro Ilan Bluman mit Exacto Roberto Teran Tafur mit Woklahoma |             |             |                      |          |         |             |                  |
| 3           | Kolumbien                                 | | | 0           | 12          | 12                   |          |         | 28.667 US-$ | –                |
| 3           | Kanada                                    | Yann Candele mit Showgirl Tiffany Foster mit Verdi III Ian Millar mit Dixon Eric Lamaze mit Zigali                                   | Yann Candele mit Showgirl Tiffany Foster mit Verdi III Ian Millar mit Dixon Eric Lamaze mit Zigali                                   |             |             |                      |          |         |             |                  |
| 3           | Kanada                                    | | | 0           | 12          | 12                   |          |         | 28.667 US-$ | 90               |
| 5           | Venezuela                                 | Andrés Rodríguez mit Verdi Emanuel Andrade mit Wilco Luis Larrazabal mit Atlodetto Pablo Barrios mit Antares                         | Andrés Rodríguez mit Verdi Emanuel Andrade mit Wilco Luis Larrazabal mit Atlodetto Pablo Barrios mit Antares                         |             |             |                      |          |         |             |                  |
| 5           | Venezuela                                 | | | 4           | 12          | 16                   |          |         | 17.334 US-$ | –                |
| 6           | Mexiko                                    | Luis Alejandro Plascencia mit Caressini L Sofia Larrea mit Archimedes Eugenio Garza Perez mit Bariano Nicolas Pizarro mit Barbaro    | Luis Alejandro Plascencia mit Caressini L Sofia Larrea mit Archimedes Eugenio Garza Perez mit Bariano Nicolas Pizarro mit Barbaro    |             |             |                      |          |         |             |                  |
| 6           | Mexiko                                    | | | 12          | 16          | 28                   |          |         | 17.334 US-$ | 80               |

(Ausgeklammerte Strafpunkte zählen als Streichergebnis nicht für das Mannschaftsergebnis)

### 2. Prüfung: Mexiko
Das mexikanische Nationenpreisturnier fand im Club Hipico Coapexpan in Xalapa statt. Das CSIO 4*-Turnier wurde vom 23. bis 26. April 2015 durchgeführt. Im Nationenpreis gingen drei Nationen an den Start, wobei Mexiko zwei Equipen stellte.
|             | Mannschaft         | Reiter | Pferd | 1. Umlauf   | 2. Umlauf   | Strafpunkte (Gesamt) | Stechen  | Stechen | Preis- geld | Wertungs- punkte |
| Strafpunkte | Mannschaft         | Reiter | Pferd | Strafpunkte | Strafpunkte | Strafpunkte (Gesamt) | Zeit (s) |         | Preis- geld | Wertungs- punkte |
| ----------- | ------------------ | --- | --- | ----------- | ----------- | -------------------- | -------- | ------- | ----------- | ---------------- |
| 1           | Vereinigte Staaten | Candice King | Kismet | 4           | (5)         |                      |          |         |             |                  |
| 1           | Vereinigte Staaten | Callan Solem | Wizard | (4)         | 0           |                      |          |         |             |                  |
| 1           | Vereinigte Staaten | Ali Wolff | Casall | 0           | 0           |                      |          |         |             |                  |
| 1           | Vereinigte Staaten | Brianne Goutal | Nice de Prissey | 0           | 4           |                      |          |         |             |                  |
| 1           | Vereinigte Staaten | | | 4           | 4           | 8                    |          |         | 600.000 MXN | 100              |
| 2           | Mexiko I           | Nicolas Pizarro mit Colasko Sofia Larrea mit Archimedes Manuel Rodriguez Arregui mit Wick I Antonio Chedraui mit Aristotelis | Nicolas Pizarro mit Colasko Sofia Larrea mit Archimedes Manuel Rodriguez Arregui mit Wick I Antonio Chedraui mit Aristotelis |             |             |                      |          |         |             |                  |
| 2           | Mexiko I           | | | 8           | 4           | 12                   |          |         | 420.000 MXN | 90               |
| 3           | Mexiko II          | Salvador Onate mit Cartier Alejandro Mills mit Bartender Gonzalo Azcarraga mit Luminoso Patricio Pasquel mit Careyes         | Salvador Onate mit Cartier Alejandro Mills mit Bartender Gonzalo Azcarraga mit Luminoso Patricio Pasquel mit Careyes         |             |             |                      |          |         |             |                  |
| 3           | Mexiko II          | | | 8           | 27          | 35                   |          |         | 180.000 MXN | –                |
| 4           | Kanada             | Erynn Ballard mit Appy Cara Kara Chad mit Alberto II Elisabeth Gingras mit Zilversprings Jonathon Millar mit Calvin Klein    | Erynn Ballard mit Appy Cara Kara Chad mit Alberto II Elisabeth Gingras mit Zilversprings Jonathon Millar mit Calvin Klein    |             |             |                      |          |         |             |                  |
| 4           | Kanada             | | | 17          | 20          | 37                   |          |         | 300.000 MXN | 80               |

(Ausgeklammerte Strafpunkte zählen als Streichergebnis nicht für das Mannschaftsergebnis)

### Gesamtwertung Nord- und Zentralamerikaliga
Nach zwei Wertungsprüfungen qualifizierten sich die Vereinigten Staaten und Mexiko für das Finale des Nations Cups. Kanada kam wie Mexiko auf 170 Wertungspunkte, seine beste Platzierung war jedoch ein dritter Platz in den Wertungsprüfungen. Mit einem zweiten Platz in Xalapa verfügte Mexiko über eine bessere Platzierung und sicherte sich damit den Finaleinzug.
|   |                    | USA | MEX | Wertungs- punkte |
| - | ------------------ | --- | --- | ---------------- |
| 1 | Vereinigte Staaten | 100 | 100 | 200              |
| 2 | Mexiko             | 80  | 90  | 170              |
| 3 | Kanada             | 90  | 80  | 170              |

## Europa-Liga 1
Wie im Vorjahr nahmen zehn Mannschaften an der Europa-Liga 1 (Europe Division 1) teil. Für diese Liga qualifizierten sich die Mannschaften anhand folgender Regelungen:
1. Europäische Mannschaften, die im Nations-Cup-Finale des Vorjahrs auf die Plätze eins bis drei kamen,
2. die führende Mannschaft der abschließenden Gesamtwertung der Europa-Liga 2 des Vorjahrs,
3. die zweitplatzierte Mannschaft der abschließenden Gesamtwertung der Europa-Liga 2 des Vorjahrs, wenn diese zu den besten acht Mannschaften des Nationenpreisfinals 2014 zählte
4. weitere Mannschaften aus der letztjährigen Europa-Liga 1 anhand der Gesamtwertung des Vorjahres

Anhand des ersten Qualifikationskriteriums hatten sich Frankreich, die Niederlande und Deutschland qualifiziert, auch qualifizierte sich Italien als beste Mannschaft aus der Europa-Liga 2. Norwegen, zweitplatzierte Mannschaft der Europa-Liga 2 im Jahr 2014, war im Nationenpreisfinale des Vorjahres nicht am Start und zog damit auch nicht in die Europa-Liga 1 ein. Damit blieben noch sechs Plätze in der Europa-Liga 1 offen, die mit Schweden, Belgien, Großbritannien, Spanien, der Schweiz und Irland aufgefüllt wurden. Somit stieg nur die Ukraine aus der Europa-Liga 1 in die Europa-Liga 2 des Jahres 2015 ab.
Die acht Turniere blieben im Vergleich zum Vorjahr unverändert. Zu Beginn der Saison mussten sich die Mannschaften festlegen, bei welchen vier der acht Prüfungen sie Wertungspunkte für das Finale sammeln wollen. Die Entscheidung erfolgte anhand der Rangierung in der letzten Nations-Cup-Saison, pro Prüfung können jeweils fünf Equipen Wertungspunkte erhalten.
In jedem Nationenpreis der Europa-Liga 1 dürfen acht Mannschaften an den Start gehen (soweit die Mannschaft des Gastgebers nicht Teil der Europa-Liga 1 ist, neun Mannschaften). Den zweiten Umlauf erreichen grundsätzlich nur acht Mannschaften.

### 1. Prüfung: Belgien
Zum zweiten Mal war das belgische Nationenpreisturnier im Lummen Teil der europäischen Spitzenliga. Das Turnier fand vom 29. April bis 3. Mai 2015 statt, der Nationenpreis wurde am Nachmittag des 1. Mai durchgeführt.
Nach dem ersten Umlauf lag Frankreich ohne Strafpunkte in Führung, mit nur zwei Strafpunkten kam Italien auf Rang zwei. Während Italien nur vier Strafpunkte hinzubekam und damit die Prüfung gewann, fiel die Equipe Frankreichs mit 16 weiteren Strafpunkten auf den vierten Platz im Endergebnis zurück.
Die folgenden Equipen erhielten in Lummen Wertungspunkte: Belgien, Frankreich, Irland, Italien und Schweden.
|             | Mannschaft     | Reiter | Pferd | 1. Umlauf   | 2. Umlauf   | Strafpunkte (Gesamt) | Stechen  | Stechen | Preis- geld | Wertungs- punkte |
| Strafpunkte | Mannschaft     | Reiter | Pferd | Strafpunkte | Strafpunkte | Strafpunkte (Gesamt) | Zeit (s) |         | Preis- geld | Wertungs- punkte |
| ----------- | -------------- | --- | --- | ----------- | ----------- | -------------------- | -------- | ------- | ----------- | ---------------- |
| 1           | Italien        | Luca Maria Moneta | Neptune Brecourt | (4)         | (20)        |                      |          |         |             |                  |
| 1           | Italien        | Lorenzo de Luca | Erco van't Roosakker | 0           | 4           |                      |          |         |             |                  |
| 1           | Italien        | Daniele Augusto Da Rios | For Passion | 1           | 0           |                      |          |         |             |                  |
| 1           | Italien        | Piergiorgio Bucci | Casallo Z | 1           | 0           |                      |          |         |             |                  |
| 1           | Italien        | | | 2           | 4           | 6                    |          |         | 64.000 €    | 100              |
| 2           | Belgien        | Pieter Devos mit Dream of India Niels Bruynseels mit Pommeau du Heup Olivier Philippaerts mit Armstrong van de Kapel Gregory Wathelet mit Conrad    | Pieter Devos mit Dream of India Niels Bruynseels mit Pommeau du Heup Olivier Philippaerts mit Armstrong van de Kapel Gregory Wathelet mit Conrad    |             |             |                      |          |         |             |                  |
| 2           | Belgien        | | | 8           | 4           | 12                   |          |         | 36.000 €    | 85               |
| 2           | Großbritannien | Holly Gillott mit Dougie Douglas Joe Clee mit Utmaro d'Ecaussines Guy Williams mit Titus William Whitaker mit Fandango                              | Holly Gillott mit Dougie Douglas Joe Clee mit Utmaro d'Ecaussines Guy Williams mit Titus William Whitaker mit Fandango                              |             |             |                      |          |         |             |                  |
| 2           | Großbritannien | | | 4           | 8           | 12                   |          |         | 36.000 €    | –                |
| 4           | Frankreich     | Pénélope Leprevost mit Flora de Mariposa Kevin Staut mit Ayade de Septon Simon Delestre mit Qlassic Bois Margot Jerome Hurel mit Quartz Rouge       | Pénélope Leprevost mit Flora de Mariposa Kevin Staut mit Ayade de Septon Simon Delestre mit Qlassic Bois Margot Jerome Hurel mit Quartz Rouge       |             |             |                      |          |         |             |                  |
| 4           | Frankreich     | | | 0           | 16          | 16                   |          |         | 24.000 €    | 70               |
| 5           | Schweiz        | Niklaus Rutschi | Windsor XV | 4           | 4           |                      |          |         |             |                  |
| 5           | Schweiz        | Janika Sprunger | Aris | 8           | (8)         |                      |          |         |             |                  |
| 5           | Schweiz        | Marie Etter-Pellegrin | Admirable | (8)         | 0           |                      |          |         |             |                  |
| 5           | Schweiz        | Martin Fuchs | Clooney | 0           | 4           |                      |          |         |             |                  |
| 5           | Schweiz        | | | 12          | 8           | 20                   |          |         | 13.500 €    | –                |
| 5           | Niederlande    | Harrie Smolders mit Emerald Frank Schuttert mit Quentin Johnny Pals mit Vignet Willem Greve mit Eldorado van de Zeshoek                             | Harrie Smolders mit Emerald Frank Schuttert mit Quentin Johnny Pals mit Vignet Willem Greve mit Eldorado van de Zeshoek                             |             |             |                      |          |         |             |                  |
| 5           | Niederlande    | | | 8           | 12          | 20                   |          |         | 13.500 €    | –                |
| 7           | Schweden       | Douglas Lindelöw mit Udermus Peder Fredricson mit Flip's Little Sparrow Helena Persson mit Bonzai H Angelie von Essen mit Jordan II                 | Douglas Lindelöw mit Udermus Peder Fredricson mit Flip's Little Sparrow Helena Persson mit Bonzai H Angelie von Essen mit Jordan II                 |             |             |                      |          |         |             |                  |
| 7           | Schweden       | | | 8           | 20          | 28                   |          |         | 8.000 €     | 50               |
| 8           | Irland         | Dennis Lynch mit Abbervail van het Dingeshof Cameron Hanley mit Living the Dream Greg Patrick Broderick mit Going Global Billy Twomey mit Diaghilev | Dennis Lynch mit Abbervail van het Dingeshof Cameron Hanley mit Living the Dream Greg Patrick Broderick mit Going Global Billy Twomey mit Diaghilev |             |             |                      |          |         |             |                  |
| 8           | Irland         | | | 21          | 12          | 33                   |          |         | 5.000 €     | 45               |

(Ausgeklammerte Strafpunkte zählen als Streichergebnis nicht für das Mannschaftsergebnis)

### 2. Prüfung: Frankreich
In La Baule-Escoublac wurde vom 14. bis zum 17. Mai 2015 das französische Nationenpreisturnier ausgetragen. Der Nationenpreis fand am 15. Mai ab 14 Uhr statt.
Nachdem die britische Equipe bereits nach dem ersten Umlauf in Führung gelegen war, konnte sie diese Führung auch im zweiten Umlauf behaupten. Die Mannschaft Frankreichs kam mit neun Strafpunkten auf den vierten Platz des ersten Umlaufs, ohne Strafpunkte im zweiten Umlauf konnte sie sich auf den zweiten Rang im Endergebnis vorarbeiten.
In La Baule erhielten folgende Mannschaften Wertungspunkte: Belgien, Frankreich, Irland, die Niederlande und Spanien. Großbritannien konnte daher für die Gesamtwertung keinen direkten Nutzen aus seinem Sieg ziehen.
|             | Mannschaft                            | Reiter | Pferd | 1. Umlauf   | 2. Umlauf   | Strafpunkte (Gesamt) | Stechen  | Stechen | Preis- geld | Wertungs- punkte |
| Strafpunkte | Mannschaft                            | Reiter | Pferd | Strafpunkte | Strafpunkte | Strafpunkte (Gesamt) | Zeit (s) |         | Preis- geld | Wertungs- punkte |
| ----------- | ------------------------------------- | --- | --- | ----------- | ----------- | -------------------- | -------- | ------- | ----------- | ---------------- |
| 1           | Großbritannien                        | Joe Clee | Utamaro d'Ecaussines | 0           | 0           |                      |          |         |             |                  |
| 1           | Großbritannien                        | Spencer Roe | Wonder Why | 0           | 4           |                      |          |         |             |                  |
| 1           | Großbritannien                        | Guy Williams | Titus | 1           | (4)         |                      |          |         |             |                  |
| 1           | Großbritannien                        | Michael Whitaker | Cassionato | (1)         | 2           |                      |          |         |             |                  |
| 1           | Großbritannien                        | | | 1           | 6           | 7                    |          |         | 64.000 €    | –                |
| 2           | Frankreich                            | Nicolas Delmotte mit Number One d'Iso Un Prince Simon Delestre mit Ryan des Hayettes Jerome Hurel mit Quartz Rouge Kevin Staut mit Reveur de Hurtebise                           | Nicolas Delmotte mit Number One d'Iso Un Prince Simon Delestre mit Ryan des Hayettes Jerome Hurel mit Quartz Rouge Kevin Staut mit Reveur de Hurtebise                           |             |             |                      |          |         |             |                  |
| 2           | Frankreich                            | | | 9           | 0           | 9                    |          |         | 40.000 €    | 90               |
| 3           | Irland                                | Cian O’Connor mit Good Luck Darragh Kenny mit Sans Soucis Z Greg Patrick Broderick mit Mhs. Going Global Bertram Allen mit Molly Malone V                                        | Cian O’Connor mit Good Luck Darragh Kenny mit Sans Soucis Z Greg Patrick Broderick mit Mhs. Going Global Bertram Allen mit Molly Malone V                                        |             |             |                      |          |         |             |                  |
| 3           | Irland                                | | | 8           | 4           | 12                   |          |         | 32.000 €    | 80               |
| 4           | Spanien                               | Manuel Fernandez Saro mit Enriques of the Lowlands Paola Amilibia Puig mit Notre Star de La Nutria Eduardo Álvarez Aznar mit Rokfeller de Pleville Sergio Álvarez Moya mit Carlo | Manuel Fernandez Saro mit Enriques of the Lowlands Paola Amilibia Puig mit Notre Star de La Nutria Eduardo Álvarez Aznar mit Rokfeller de Pleville Sergio Álvarez Moya mit Carlo |             |             |                      |          |         |             |                  |
| 4           | Spanien                               | | | 13          | 0           | 13                   |          |         | 20.000 €    | 65               |
| 4           | Belgien                               | Pieter Devos mit Dream of India Niels Bruynseels mit Pommeau du Heup Jos Verlooy mit Domino Gregory Wathelet mit Conrad                                                          | Pieter Devos mit Dream of India Niels Bruynseels mit Pommeau du Heup Jos Verlooy mit Domino Gregory Wathelet mit Conrad                                                          |             |             |                      |          |         |             |                  |
| 4           | Belgien                               | | | 4           | 9           | 13                   |          |         | 20.000 €    | 65               |
| 6           | Brasilien (Mannschaft aus Südamerika) | Pedro Veniss mit Quabri de l'Isle Karina Johannpeter mit Casper Felipe Amaral mit Premiere Carthoes Marlon Módolo Zanotelli mit Sweet de Beaufour                                | Pedro Veniss mit Quabri de l'Isle Karina Johannpeter mit Casper Felipe Amaral mit Premiere Carthoes Marlon Módolo Zanotelli mit Sweet de Beaufour                                |             |             |                      |          |         |             |                  |
| 6           | Brasilien (Mannschaft aus Südamerika) | | | 20          | 0           | 20                   |          |         | 9.500 €     | –                |
| 6           | Schweiz                               | Romain Duguet | Quorida de Treho | 4           | 4           |                      |          |         |             |                  |
| 6           | Schweiz                               | Marie Etter-Pellegrin | Admirable | 4           | 4           |                      |          |         |             |                  |
| 6           | Schweiz                               | Paul Estermann | Castlefield Eclipse | 4           | 0           |                      |          |         |             |                  |
| 6           | Schweiz                               | Steve Guerdat | Nino des Buissonnets | (12)        | (AUFG)      |                      |          |         |             |                  |
| 6           | Schweiz                               | | | 12          | 8           | 20                   |          |         | 9.500 €     | –                |
| 8           | Niederlande                           | Gert-Jan Bruggink mit Ulke Michael Greeve mit Whitney Stefanie van den Brink mit Ace Harrie Smolders mit Emerald                                                                 | Gert-Jan Bruggink mit Ulke Michael Greeve mit Whitney Stefanie van den Brink mit Ace Harrie Smolders mit Emerald                                                                 |             |             |                      |          |         |             |                  |
| 8           | Niederlande                           | | | 22          | 10          | 32                   |          |         | 5.000 €     | 45               |

(Ausgeklammerte Strafpunkte zählen als Streichergebnis nicht für das Mannschaftsergebnis)

### 3. Prüfung: Italien
Das italienische Nationenpreisturnier fand vom 20. bis zum 24. Mai 2015 in Rom statt. Ausgetragen wurde das Turnier auf der Piazza di Siena im Park der Villa Borghese. Der Nationenpreis wurde am Nachmittag des 22. Mai durchgeführt.
Wie bereits in La Baule dominierte die britische Mannschaft in Rom das Starterfeld. Mit nur einem Zeitstrafpunkt aus zwei Umläufen siegte sie vor den Niederlanden, deren Equipe vier Strafpunkte bekam.
Beim Turnier in Rom erhielten folgende Mannschaften Wertungspunkte: Großbritannien, die Niederlande, Italien, Schweden und Spanien.
|             | Mannschaft                                            | Reiter | Pferd | 1. Umlauf   | 2. Umlauf   | Strafpunkte (Gesamt) | Stechen  | Stechen | Preis- geld | Wertungs- punkte |
| Strafpunkte | Mannschaft                                            | Reiter | Pferd | Strafpunkte | Strafpunkte | Strafpunkte (Gesamt) | Zeit (s) |         | Preis- geld | Wertungs- punkte |
| ----------- | ----------------------------------------------------- | --- | --- | ----------- | ----------- | -------------------- | -------- | ------- | ----------- | ---------------- |
| 1           | Großbritannien                                        | Holly Gillott | Dougie Douglas | (12)        | 0           |                      |          |         |             |                  |
| 1           | Großbritannien                                        | Robert Whitaker | Catwalk IV | 0           | (4)         |                      |          |         |             |                  |
| 1           | Großbritannien                                        | Michael Whitaker | Cassionato | 0           | 1           |                      |          |         |             |                  |
| 1           | Großbritannien                                        | John Whitaker | Argento | 0           | 0           |                      |          |         |             |                  |
| 1           | Großbritannien                                        | | | 0           | 0           | 1                    |          |         | 64.000 €    | 100              |
| 2           | Niederlande                                           | Jeroen Dubbeldam mit Zenith Maikel van der Vleuten mit Verdi Jur Vrieling mit Zirocco Blue Gerco Schröder mit Cognac Champblanc                                  | Jeroen Dubbeldam mit Zenith Maikel van der Vleuten mit Verdi Jur Vrieling mit Zirocco Blue Gerco Schröder mit Cognac Champblanc                                  |             |             |                      |          |         |             |                  |
| 2           | Niederlande                                           | | | 4           | 0           | 4                    |          |         | 40.000 €    | 90               |
| 3           | Schweden                                              | Douglas Lindelöw mit Udermus Helena Persson mit Bonzai H Angelie von Essen mit Jordan II Henrik von Eckermann mit Cantinero                                      | Douglas Lindelöw mit Udermus Helena Persson mit Bonzai H Angelie von Essen mit Jordan II Henrik von Eckermann mit Cantinero                                      |             |             |                      |          |         |             |                  |
| 3           | Schweden                                              | | | 4           | 4           | 8                    |          |         | 32.000 €    | 80               |
| 4           | Spanien                                               | Manuel Fernandez Saro mit Eliot Pilar Lucrecia Cordon mit Gribouille du Lys Eduardo Álvarez Aznar mit Rokfeller de Pleville Sergio Álvarez Moya mit Carlo        | Manuel Fernandez Saro mit Eliot Pilar Lucrecia Cordon mit Gribouille du Lys Eduardo Álvarez Aznar mit Rokfeller de Pleville Sergio Álvarez Moya mit Carlo        |             |             |                      |          |         |             |                  |
| 4           | Spanien                                               | | | 8           | 4           | 12                   |          |         | 24.000 €    | 70               |
| 5           | Schweiz                                               | Jane Richard Philips | Pablo de Virton | 0           | 0           |                      |          |         |             |                  |
| 5           | Schweiz                                               | Niklaus Rutschi | Windsor XV | 12          | 0           |                      |          |         |             |                  |
| 5           | Schweiz                                               | Janika Sprunger | Bonne Chance | 4           | 0           |                      |          |         |             |                  |
| 5           | Schweiz                                               | Steve Guerdat | Corbinian | 12          | 4           |                      |          |         |             |                  |
| 5           | Schweiz                                               | | | 16          | 0           | 16                   |          |         | 16.000 €    | –                |
| 6           | Italien (Gastgeber, Mannschaft aus der Europa-Liga 2) | Giulia Martinengo Marquet mit Funke Van't Heike Lorenzo de Luca mit Erco van't Roosakker Daniele Augusto Da Rios mit For Passion Piergiorgio Bucci mit Casallo Z | Giulia Martinengo Marquet mit Funke Van't Heike Lorenzo de Luca mit Erco van't Roosakker Daniele Augusto Da Rios mit For Passion Piergiorgio Bucci mit Casallo Z |             |             |                      |          |         |             |                  |
| 6           | Italien (Gastgeber, Mannschaft aus der Europa-Liga 2) | | | 10          | 8           | 18                   |          |         | 11.000 €    | 55               |
| 7           | Katar (Mannschaft aus der Nahost-Liga)                | Ali Al Rumaihi mit Gunder Hamad Ali Mohamed Al Attiyah mit Appagino Ali bin Chalid Al Thani mit Vienna Olympic Bassem Hassan Muhammad mit Dejavu                 | Ali Al Rumaihi mit Gunder Hamad Ali Mohamed Al Attiyah mit Appagino Ali bin Chalid Al Thani mit Vienna Olympic Bassem Hassan Muhammad mit Dejavu                 |             |             |                      |          |         |             |                  |
| 7           | Katar (Mannschaft aus der Nahost-Liga)                | | | 8           | 13          | 21                   |          |         | 8.000 €     | –                |
| 8           | Belgien                                               | Niels Bruynseels mit Echo van't Spieveld Gudrun Patteet mit Pebles Z Jos Verlooy mit Farfelu de La Pomme Nicola Philippaerts mit Bisquet Balou C                 | Niels Bruynseels mit Echo van't Spieveld Gudrun Patteet mit Pebles Z Jos Verlooy mit Farfelu de La Pomme Nicola Philippaerts mit Bisquet Balou C                 |             |             |                      |          |         |             |                  |
| 8           | Belgien                                               | | | 12          | 16          | 28                   |          |         | 5.000 €     | –                |

(Ausgeklammerte Strafpunkte zählen als Streichergebnis nicht für das Mannschaftsergebnis)

### 4. Prüfung: Schweiz

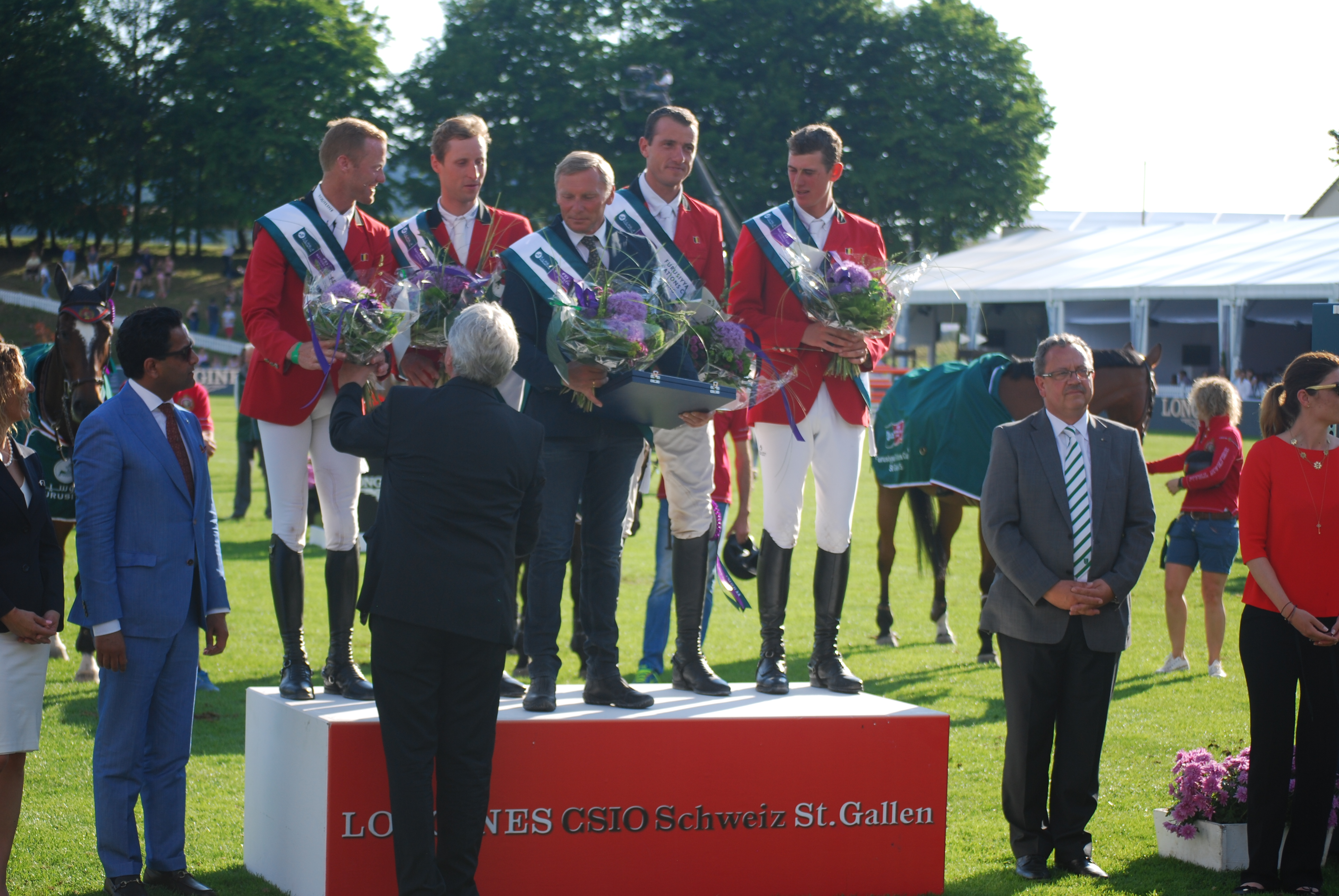
Die belgische Equipe, Sieger im Nationenpreis von St. Gallen

Die Schweizer Etappe der Europa-Liga 1 des Nations Cups fand vom 4. bis 7. Juni 2015 in St. Gallen statt. Der CSIO Schweiz, das Nationenpreisturnier der Schweiz, wurde im Stadion Gründenmoos ausgetragen.
Nach dem ersten Umlauf der Prüfung lag Irland fehlerfrei auf dem ersten Platz, die Mannschaft der Gastgeber folgte mit vier Strafpunkten auf Rang zwei. Als einzige Equipe ohne Fehler im zweiten Umlauf konnte sich Belgien an die Spitze des Feldes setzen und gewann mit zusammen neun Strafpunkten die Prüfung. Die Schweiz konnte sich auf dem zweiten Platz halten, während Irland mit 13 Strafpunkten auf den dritten Platz zurückfiel.
Wertungspunkte erhielten in St. Gallen folgende Mannschaften: Belgien, Deutschland, Frankreich, Irland und die Schweiz.
|             | Mannschaft     | Reiter | Pferd | 1. Umlauf   | 2. Umlauf   | Strafpunkte (Gesamt) | Stechen  | Stechen | Preis- geld | Wertungs- punkte |
| Strafpunkte | Mannschaft     | Reiter | Pferd | Strafpunkte | Strafpunkte | Strafpunkte (Gesamt) | Zeit (s) |         | Preis- geld | Wertungs- punkte |
| ----------- | -------------- | --- | --- | ----------- | ----------- | -------------------- | -------- | ------- | ----------- | ---------------- |
| 1           | Belgien        | Pieter Devos | Dream of India | 5           | 0           |                      |          |         |             |                  |
| 1           | Belgien        | Niels Bruynseels | Pommeau du Heup | 4           | (1)         |                      |          |         |             |                  |
| 1           | Belgien        | Jos Verlooy | Domino | 0           | 0           |                      |          |         |             |                  |
| 1           | Belgien        | Gregory Wathelet | Conrad | (8)         | 0           |                      |          |         |             |                  |
| 1           | Belgien        | | | 9           | 0           | 9                    |          |         | 64.000 €    | 100              |
| 2           | Schweiz        | Steve Guerdat | Nino des Buissonnets | 4           | 8           |                      |          |         |             |                  |
| 2           | Schweiz        | Romain Duguet | Quorida de Treho | 0           | 0           |                      |          |         |             |                  |
| 2           | Schweiz        | Martin Fuchs | Clooney | 0           | 0           |                      |          |         |             |                  |
| 2           | Schweiz        | Pius Schwizer | Amira | (AUFG)      | (16)        |                      |          |         |             |                  |
| 2           | Schweiz        | | | 4           | 8           | 12                   |          |         | 40.000 €    | 90               |
| 3           | Irland         | Shane Breen mit Golden Hawk Greg Patrick Broderick mit Going Global Cian O’Connor mit Good Luck Bertram Allen mit Romanov                                    | Shane Breen mit Golden Hawk Greg Patrick Broderick mit Going Global Cian O’Connor mit Good Luck Bertram Allen mit Romanov                                    |             |             |                      |          |         |             |                  |
| 3           | Irland         | | | 0           | 13          | 13                   |          |         | 32.000 €    | 80               |
| 4           | Deutschland    | Hans-Dieter Dreher | Embassy II | 0           | (12)        |                      |          |         |             |                  |
| 4           | Deutschland    | Mario Stevens | Brooklyn | 6           | 4           |                      |          |         |             |                  |
| 4           | Deutschland    | Christian Ahlmann | Epleaser van't Heike | (9)         | 0           |                      |          |         |             |                  |
| 4           | Deutschland    | Ludger Beerbaum | Chiara | 4           | 0           |                      |          |         |             |                  |
| 4           | Deutschland    | | | 10          | 4           | 14                   |          |         | 24.000 €    | 70               |
| 5           | Frankreich     | Nicolas Delmotte mit Number One D'Iso Un Prince Aymeric de Ponnat mit Armitages Boy Roger-Yves Bost mit Pegase du Murier Kevin Staut mit Reveur de Hurtebise | Nicolas Delmotte mit Number One D'Iso Un Prince Aymeric de Ponnat mit Armitages Boy Roger-Yves Bost mit Pegase du Murier Kevin Staut mit Reveur de Hurtebise |             |             |                      |          |         |             |                  |
| 5           | Frankreich     | | | 12          | 9           | 21                   |          |         | 16.000 €    | 60               |
| 6           | Großbritannien | Holly Gillott mit Dougie Douglas Robert Whitaker mit Catwalk IV Jessica Mendoza mit Spirit T William Whitaker mit Fandango                                   | Holly Gillott mit Dougie Douglas Robert Whitaker mit Catwalk IV Jessica Mendoza mit Spirit T William Whitaker mit Fandango                                   |             |             |                      |          |         |             |                  |
| 6           | Großbritannien | | | 9           | 20          | 29                   |          |         | 11.000 €    | –                |
| 7           | Italien        | Giulia Martinengo Marquet mit Funke van't Heike Lorenzo de Luca mit Erco van't Roosakker Emilio Bicocchi mit Ares Piergiorgio Bucci mit Catwalk Z            | Giulia Martinengo Marquet mit Funke van't Heike Lorenzo de Luca mit Erco van't Roosakker Emilio Bicocchi mit Ares Piergiorgio Bucci mit Catwalk Z            |             |             |                      |          |         |             |                  |
| 7           | Italien        | | | 14          | 18          | 32                   |          |         | 8.000 €     | –                |
| 8           | Niederlande    | Harrie Smolders mit Don Z Michael Greeve mit Whitney Johnny Pals mit Vignet Willem Greve mit Eldorado van de Zeshoek                                         | Harrie Smolders mit Don Z Michael Greeve mit Whitney Johnny Pals mit Vignet Willem Greve mit Eldorado van de Zeshoek                                         |             |             |                      |          |         |             |                  |
| 8           | Niederlande    | | | 38          | 6           | 44                   |          |         | 5.000 €     | –                |

(Ausgeklammerte Strafpunkte zählen als Streichergebnis nicht für das Mannschaftsergebnis)

### 5. Prüfung: Niederlande
Der CHIO Rotterdam, das Nationenpreisturnier der Niederlande, fand vom 18. bis zum 21. Juni 2015 statt. In Rotterdam konnten folgende Mannschaften Wertungspunkte erhalten: Deutschland, Frankreich, Großbritannien, die Niederlande und Schweden.
Die deutsche Mannschaft lag nach dem ersten Umlauf in Führung, alle vier Mannschaftsreiter kamen ohne Fehler in das Ziel. Knapp dahinter lag Frankreich mit nur einem Zeitstrafpunkt. Im zweiten Umlauf des Nationenpreises wurde die Rangierung deutlich durcheinander geworfen: Mit zwölf Strafpunkten fiel die deutsche Equipe auf den vierten Rang zurück, Großbritannien hingegen konnte sein Ergebnis aus dem ersten Umlauf halten und sprang damit vom vierten auf den ersten Platz vor. Für die Briten war dies bereits der dritte Sieg in der Europa-Liga 1 in der Saison 2015.
|             | Mannschaft                            | Reiter | Pferd | 1. Umlauf   | 2. Umlauf   | Strafpunkte (Gesamt) | Stechen  | Stechen | Preis- geld | Wertungs- punkte |
| Strafpunkte | Mannschaft                            | Reiter | Pferd | Strafpunkte | Strafpunkte | Strafpunkte (Gesamt) | Zeit (s) |         | Preis- geld | Wertungs- punkte |
| ----------- | ------------------------------------- | --- | --- | ----------- | ----------- | -------------------- | -------- | ------- | ----------- | ---------------- |
| 1           | Großbritannien                        | Ben Maher | Diva II | (8)         | 0           |                      |          |         |             |                  |
| 1           | Großbritannien                        | Joe Clee | Utamaro d'Ecaussines | 0           | 0           |                      |          |         |             |                  |
| 1           | Großbritannien                        | Jessica Mendoza | Spirit T | 4           | 0           |                      |          |         |             |                  |
| 1           | Großbritannien                        | Michael Whitaker | Cassionato | 1           | 5           |                      |          |         |             |                  |
| 1           | Großbritannien                        | | | 5           | 0           | 5                    |          |         | 64.000 €    | 100              |
| 2           | Frankreich                            | Patrice Delaveau mit Lacrimoso Aymeric de Ponnat mit Armitages Boy Roger-Yves Bost mit Pegase du Murier Jerome Hurel mit Quartz Rouge  | Patrice Delaveau mit Lacrimoso Aymeric de Ponnat mit Armitages Boy Roger-Yves Bost mit Pegase du Murier Jerome Hurel mit Quartz Rouge  |             |             |                      |          |         |             |                  |
| 2           | Frankreich                            | | | 1           | 6           | 7                    |          |         | 40.000 €    | 90               |
| 3           | Schweden                              | Peder Fredricson mit All In Douglas Lindelöw mit Casello Helena Persson mit Bonzai H Henrik von Eckermann mit Cantinero                | Peder Fredricson mit All In Douglas Lindelöw mit Casello Helena Persson mit Bonzai H Henrik von Eckermann mit Cantinero                |             |             |                      |          |         |             |                  |
| 3           | Schweden                              | | | 6           | 4           | 10                   |          |         | 32.000 €    | 80               |
| 3           | Deutschland                           | Christian Ahlmann | Codex One | 0           | 8           |                      |          |         |             |                  |
| 3           | Deutschland                           | Patrick Stühlmeyer | Lacan | 0           | (8)         |                      |          |         |             |                  |
| 3           | Deutschland                           | Ludger Beerbaum | Chiara | 0           | 4           |                      |          |         |             |                  |
| 3           | Deutschland                           | Daniel Deußer | Cornet d'Amour | (0)         | 0           |                      |          |         |             |                  |
| 3           | Deutschland                           | | | 0           | 12          | 12                   |          |         | 24.000 €    | 70               |
| 5           | Niederlande                           | Jeroen Dubbeldam mit Zenith Maikel van der Vleuten mit Verdi Leopold van Asten mit Zidane Gerco Schröder mit Cognac Champblanc         | Jeroen Dubbeldam mit Zenith Maikel van der Vleuten mit Verdi Leopold van Asten mit Zidane Gerco Schröder mit Cognac Champblanc         |             |             |                      |          |         |             |                  |
| 5           | Niederlande                           | | | 4           | 9           | 13                   |          |         | 16.000 €    | 60               |
| 6           | Schweiz                               | Niklaus Rutschi | Windsor XV | (9)         | (8)         |                      |          |         |             |                  |
| 6           | Schweiz                               | Pius Schwizer | Giovanni van het Scheefkasteel | 5           | 1           |                      |          |         |             |                  |
| 6           | Schweiz                               | Steve Guerdat | Concetto Son | 4           | 5           |                      |          |         |             |                  |
| 6           | Schweiz                               | Paul Estermann | Castlefield Eclipse | 4           | 5           |                      |          |         |             |                  |
| 6           | Schweiz                               | | | 13          | 11          | 24                   |          |         | 11.000 €    | –                |
| 7           | Belgien                               | Constant van Paesschen mit Taalex Gudrun Patteet mit Pebles Z Gilles Dunon mit Wesselina Jos Lansink mit Ensor de Litrange LXII        | Constant van Paesschen mit Taalex Gudrun Patteet mit Pebles Z Gilles Dunon mit Wesselina Jos Lansink mit Ensor de Litrange LXII        |             |             |                      |          |         |             |                  |
| 7           | Belgien                               | | | 18          | 10          | 28                   |          |         | 6.500 €     | –                |
| 7           | Brasilien (Mannschaft aus Südamerika) | Yuri Mansur Guerios mit Cornetto K Felipe Amaral mit Premiere Carthoes Karina Johannpeter mit Casper Pedro Veniss mit Quabri de l'Isle | Yuri Mansur Guerios mit Cornetto K Felipe Amaral mit Premiere Carthoes Karina Johannpeter mit Casper Pedro Veniss mit Quabri de l'Isle |             |             |                      |          |         |             |                  |
| 7           | Brasilien (Mannschaft aus Südamerika) | | | 11          | 17          | 28                   |          |         | 6.500 €     | –                |

(Ausgeklammerte Strafpunkte zählen als Streichergebnis nicht für das Mannschaftsergebnis)

### 6. Prüfung: Schweden
Vom 8. bis 12. Juli 2015 wurde die schwedische Etappe der Europa-Liga 1 im Rahmen der Falsterbo Horse Show in Skanör med Falsterbo ausgetragen. In Falsterbo hatten folgende Mannschaften die Möglichkeit, Wertungspunkte zu sammeln: Deutschland, die Niederlande, Schweden, die Schweiz und Spanien.
Nach dem ersten Umlauf lagen die Niederlande und Deutschland ohne Strafpunkte in Führung, die Mannschaft der Gastgeber und die Schweiz folgten mit jeweils vier Strafpunkten. Auch im zweiten Umlauf blieben die Niederlande komplett ohne Fehler, der vierte Mannschaftsreiter (Gerco Schröder) musste in beiden Runden gar nicht an den Start gehen. Während die deutsche Mannschaft vier Strafpunkte hinzu bekam, blieben die Schweden im zweiten Umlauf ohne Fehler, so dass beide Mannschaften punktgleich auf den zweiten Rang kamen.
|             | Mannschaft                                                           | Reiter | Pferd | 1. Umlauf   | 2. Umlauf   | Strafpunkte (Gesamt) | Stechen  | Stechen | Preis- geld | Wertungs- punkte |
| Strafpunkte | Mannschaft                                                           | Reiter | Pferd | Strafpunkte | Strafpunkte | Strafpunkte (Gesamt) | Zeit (s) |         | Preis- geld | Wertungs- punkte |
| ----------- | -------------------------------------------------------------------- | --- | --- | ----------- | ----------- | -------------------- | -------- | ------- | ----------- | ---------------- |
| 1           | Niederlande                                                          | Harrie Smolders | Emerald | 0           | 0           |                      |          |         |             |                  |
| 1           | Niederlande                                                          | Maikel van der Vleuten | Verdi | 0           | 0           |                      |          |         |             |                  |
| 1           | Niederlande                                                          | Leopold van Asten | Zidane | 0           | 0           |                      |          |         |             |                  |
| 1           | Niederlande                                                          | Gerco Schröder | Cognac Champblanc | (N.GES.)    | (N.GES.)    |                      |          |         |             |                  |
| 1           | Niederlande                                                          | | | 0           | 0           | 0                    |          |         | 64.000 €    | 100              |
| 2           | Deutschland                                                          | Marcus Ehning | Comme il Faut | 0           | 4           |                      |          |         |             |                  |
| 2           | Deutschland                                                          | Janne Friederike Meyer | Goja | 0           | 0           |                      |          |         |             |                  |
| 2           | Deutschland                                                          | Mario Stevens | Brooklyn | 0           | 0           |                      |          |         |             |                  |
| 2           | Deutschland                                                          | Patrick Stühlmeyer | Lacan | (4)         | (4)         |                      |          |         |             |                  |
| 2           | Deutschland                                                          | | | 0           | 4           | 4                    |          |         | 36.000 €    | 85               |
| 2           | Schweden                                                             | Peder Fredricson mit All In Douglas Lindelöw mit Casello Helena Persson mit Bonzai H Henrik von Eckermann mit Cantinero                                                                 | Peder Fredricson mit All In Douglas Lindelöw mit Casello Helena Persson mit Bonzai H Henrik von Eckermann mit Cantinero                                                                 |             |             |                      |          |         |             |                  |
| 2           | Schweden                                                             | | | 4           | 0           | 4                    |          |         | 36.000 €    | 85               |
| 4           | Schweiz                                                              | Romain Duguet | Quorida de Treho | 4           | 0           |                      |          |         |             |                  |
| 4           | Schweiz                                                              | Pius Schwizer | Giovanni van het Scheefkasteel | 0           | 4           |                      |          |         |             |                  |
| 4           | Schweiz                                                              | Janika Sprunger | Bonne Chance | 0           | 4           |                      |          |         |             |                  |
| 4           | Schweiz                                                              | Martin Fuchs | Clooney | (4)         | (N.GES.)    |                      |          |         |             |                  |
| 4           | Schweiz                                                              | | | 4           | 8           | 12                   |          |         | 24.000 €    | 70               |
| 5           | Spanien                                                              | Manuel Fernandez Saro mit Enriques of the Lowlands Alberto Marquez Galobardes mit Belcanto Z Eduardo Álvarez Aznar mit Rokfeller de Pleville Sergio Alvarez Moya mit Quitador Rochelais | Manuel Fernandez Saro mit Enriques of the Lowlands Alberto Marquez Galobardes mit Belcanto Z Eduardo Álvarez Aznar mit Rokfeller de Pleville Sergio Alvarez Moya mit Quitador Rochelais |             |             |                      |          |         |             |                  |
| 5           | Spanien                                                              | | | 5           | 9           | 14                   |          |         | 16.000 €    | 60               |
| 6           | Vereinigte Staaten (Mannschaft aus der Nord- und Zentralamerikaliga) | Kirsten Coe mit Czardas Charlie Jacobs mit Flaming Star Heather Caristo-Williams mit Evening Star Callan Solem mit Wizard                                                               | Kirsten Coe mit Czardas Charlie Jacobs mit Flaming Star Heather Caristo-Williams mit Evening Star Callan Solem mit Wizard                                                               |             |             |                      |          |         |             |                  |
| 6           | Vereinigte Staaten (Mannschaft aus der Nord- und Zentralamerikaliga) | | | 9           | 13          | 22                   |          |         | 11.000 €    | –                |
| 7           | Großbritannien                                                       | William Funnell mit Billy Congo Laura Renwick mit Bintang II Yazmin Pinchen mit Ashkari Michael Whitaker mit Calcourt Falklund                                                          | William Funnell mit Billy Congo Laura Renwick mit Bintang II Yazmin Pinchen mit Ashkari Michael Whitaker mit Calcourt Falklund                                                          |             |             |                      |          |         |             |                  |
| 7           | Großbritannien                                                       | | | 16          | 12          | 28                   |          |         | 8.000 €     | –                |
| 8           | Polen (Mannschaft aus der Europa-Liga 2)                             | Marek Lewicki mit Abigej Krzysztof Ludwiczak mit Zoweja Zuzanna Gowin mit Emperio van't Roosakker Piotr Morsztyn mit Osadkowski van Halen                                               | Marek Lewicki mit Abigej Krzysztof Ludwiczak mit Zoweja Zuzanna Gowin mit Emperio van't Roosakker Piotr Morsztyn mit Osadkowski van Halen                                               |             |             |                      |          |         |             |                  |
| 8           | Polen (Mannschaft aus der Europa-Liga 2)                             | | | 25          | 33          | 58                   |          |         | 5.000 €     | –                |

(Ausgeklammerte Strafpunkte zählen als Streichergebnis nicht für das Mannschaftsergebnis)

### 7. Prüfung: Vereinigtes Königreich
Die siebte Station führte die Europa-Liga 1 in das Vereinigte Königreich. Vom 30. Juli bis 2. August 2015 wurde die Royal International Horse Show in Hickstead ausgetragen.
Im Nationenpreis lagen nach dem ersten Umlauf zwei Mannschaften, die Schweiz und Belgien, fehlerfrei auf dem ersten Rang. Beide Equipen bekamen im zweiten Umlauf noch jeweils vier Strafpunkte auf ihr Mannschaftsergebnis hinzu. Auch die Vereinigten Staaten sammelten in beiden Umläufen zusammen vier Strafpunkte, so dass ein Stechen dieser drei Equipen notwendig wurde. Ohne Fehler und schneller als Janika Sprunger sicherte Pieter Devos mit seinem Schimmelwallach Dylano Belgien den Sieg.
Mit einer Platzierung erneut nur im Mittelfeld schloss Deutschland seine vierte für die Gesamtwertung zählende Wertungsprüfung ab. Noch einen Platz dahinter kam Großbritannien vor heimischen Publikum, die Briten könnten jedoch auch noch in Dublin Wertungspunkte sammeln.
|             | Mannschaft                                                           | Reiter | Pferd | 1. Umlauf   | 2. Umlauf   | Strafpunkte (Gesamt) | Stechen  | Stechen | Preis- geld | Wertungs- punkte |
| Strafpunkte | Mannschaft                                                           | Reiter | Pferd | Strafpunkte | Strafpunkte | Strafpunkte (Gesamt) | Zeit (s) |         | Preis- geld | Wertungs- punkte |
| ----------- | -------------------------------------------------------------------- | --- | --- | ----------- | ----------- | -------------------- | -------- | ------- | ----------- | ---------------- |
| 1           | Belgien                                                              | Pieter Devos | Dylano | (4)         | (12)        |                      | 0        | 42,60   |             |                  |
| 1           | Belgien                                                              | Judy-Ann Melchior | As Cold As Ice Z | 0           | 0           |                      |          |         |             |                  |
| 1           | Belgien                                                              | Gudrun Patteet | Pebles Z | 0           | 4           |                      |          |         |             |                  |
| 1           | Belgien                                                              | Olivier Philippaerts | Armstrong van de Kapel | 0           | 0           |                      |          |         |             |                  |
| 1           | Belgien                                                              | | | 0           | 4           | 4                    | 0        | 42,60   | 64.000 €    | 100              |
| 2           | Schweiz                                                              | Paul Estermann | Castlefield Eclipse | 0           | 0           |                      |          |         |             |                  |
| 2           | Schweiz                                                              | Martin Fuchs | Clooney | 0           | 4           |                      |          |         |             |                  |
| 2           | Schweiz                                                              | Janika Sprunger | Bonne Chance | 0           | 0           | 0                    | 44,17    |         |             |                  |
| 2           | Schweiz                                                              | Pius Schwizer | Giovanni van het Scheefkasteel | (N.GES.)    | (15)        |                      |          |         |             |                  |
| 2           | Schweiz                                                              | | | 0           | 4           | 4                    | 0        | 44,17   | 40.000 €    | 90               |
| 3           | Vereinigte Staaten (Mannschaft aus der Nord- und Zentralamerikaliga) | Laura Kraut | Nouvelle | 4           | 0           |                      |          |         |             |                  |
| 3           | Vereinigte Staaten (Mannschaft aus der Nord- und Zentralamerikaliga) | Charlie Jayne | Chill R Z | (5)         | (8)         |                      |          |         |             |                  |
| 3           | Vereinigte Staaten (Mannschaft aus der Nord- und Zentralamerikaliga) | Todd Minikus | Babalou | 0           | 0           |                      |          |         |             |                  |
| 3           | Vereinigte Staaten (Mannschaft aus der Nord- und Zentralamerikaliga) | Beezie Madden | Cortes ′C′ | 0           | 0           | 8                    | 55,32    |         |             |                  |
| 3           | Vereinigte Staaten (Mannschaft aus der Nord- und Zentralamerikaliga) | | | 4           | 0           | 4                    | 0        | 55,32   | 32.000 €    | –                |
| 4           | Frankreich                                                           | Pénélope Leprevost mit Flora de Mariposa Simon Delestre mit Ryan des Hayettes Roger-Yves Bost mit Qoud'Coeur de la Loge Patrice Delaveau mit Lacrimoso           | Pénélope Leprevost mit Flora de Mariposa Simon Delestre mit Ryan des Hayettes Roger-Yves Bost mit Qoud'Coeur de la Loge Patrice Delaveau mit Lacrimoso           |             |             |                      |          |         |             |                  |
| 4           | Frankreich                                                           | | | 5           | 0           | 5                    |          |         | 24.000 €    | –                |
| 5           | Deutschland                                                          | Meredith Michaels-Beerbaum | Fibonacci | 0           | 0           |                      |          |         |             |                  |
| 5           | Deutschland                                                          | Mario Stevens | Brooklyn | (9)         | (9)         |                      |          |         |             |                  |
| 5           | Deutschland                                                          | Janne Friederike Meyer | Goja | 4           | 1           |                      |          |         |             |                  |
| 5           | Deutschland                                                          | Christian Ahlmann | Epleaser van't Heike | 4           | 0           |                      |          |         |             |                  |
| 5           | Deutschland                                                          | | | 8           | 1           | 9                    |          |         | 16.000 €    | 70               |
| 6           | Großbritannien                                                       | Michael Whitaker mit Calcourt Falklund Holly Gillott mit Dougie Douglas Guy Williams mit Titus Ben Maher mit Diva II                                             | Michael Whitaker mit Calcourt Falklund Holly Gillott mit Dougie Douglas Guy Williams mit Titus Ben Maher mit Diva II                                             |             |             |                      |          |         |             |                  |
| 6           | Großbritannien                                                       | | | 6           | 5           | 11                   |          |         | 11.000 €    | 60               |
| 7           | Niederlande                                                          | Johnny Pals mit Vignet Harrie Smolders mit Don Z Willem Greve mit Carambole Jur Vrieling mit Zirocco Blue                                                        | Johnny Pals mit Vignet Harrie Smolders mit Don Z Willem Greve mit Carambole Jur Vrieling mit Zirocco Blue                                                        |             |             |                      |          |         |             |                  |
| 7           | Niederlande                                                          | | | 9           | 8           | 17                   |          |         | 8.000 €     | –                |
| 8           | Italien                                                              | Piergiorgio Bucci mit Catwalk Z Giulia Martinengo Marquet mit Funke van't Heike Daniele Augusto Da Rios mit For Passion Lorenzo de Luca mit Erco van't Roosakker | Piergiorgio Bucci mit Catwalk Z Giulia Martinengo Marquet mit Funke van't Heike Daniele Augusto Da Rios mit For Passion Lorenzo de Luca mit Erco van't Roosakker |             |             |                      |          |         |             |                  |
| 8           | Italien                                                              | | | 16          | 21          | 37                   |          |         | 5.000 €     | 50               |

(Ausgeklammerte Strafpunkte zählen als Streichergebnis nicht für das Mannschaftsergebnis)

### 8. Prüfung: Irland
Weniger als eine Woche vor Beginn der Europameisterschaften 2015 war die Dublin Horse Show die letzte Etappe der Europa-Liga 1. Das Nationenpreisturnier Irlands fand vom 5. bis 9. August 2015 in Dublin statt.
Bereits im ersten Umlauf des Nationenpreises ging die irische Equipe ohne Fehlerpunkte in Führung, auf dem zweiten Platz folgten die Niederlande. Beiden Mannschaften gelang es, diese Platzierungen bis zum Ende der Prüfung zu halten. Die Schweiz kam, obwohl in beiden Umläufen jeweils nur drei ihrer Reiter in das Ziel kamen, auf den dritten Rang. Während Großbritannien an Boden verlor und vom dritten auf den sechsten Platz zurückfiel, konnte sich die deutsche Mannschaft vom vorletzten Platz nach dem ersten Umlauf auf den vierten Rang vorarbeiten.
|             | Mannschaft                                                           | Reiter | Pferd | 1. Umlauf   | 2. Umlauf   | Strafpunkte (Gesamt) | Stechen  | Stechen | Preis- geld | Wertungs- punkte |
| Strafpunkte | Mannschaft                                                           | Reiter | Pferd | Strafpunkte | Strafpunkte | Strafpunkte (Gesamt) | Zeit (s) |         | Preis- geld | Wertungs- punkte |
| ----------- | -------------------------------------------------------------------- | --- | --- | ----------- | ----------- | -------------------- | -------- | ------- | ----------- | ---------------- |
| 1           | Irland                                                               | Bertram Allen | Romanov | (4)         | 0           |                      |          |         |             |                  |
| 1           | Irland                                                               | Greg Patrick Broderick | Going Global | 0           | 0           |                      |          |         |             |                  |
| 1           | Irland                                                               | Cian O’Connor | Good Luck | 0           | 4           |                      |          |         |             |                  |
| 1           | Irland                                                               | Darragh Kenny | Sans Soucis Z | 0           | (N.GES.)    |                      |          |         |             |                  |
| 1           | Irland                                                               | | | 0           | 4           | 4                    |          |         | 64.000 €    | 100              |
| 2           | Niederlande                                                          | Vincent Voorn mit Quinlan Johnny Pals mit Vignet Henk van de Pol mit Willink Wout-Jan van der Schans mit Aquila                                                                  | Vincent Voorn mit Quinlan Johnny Pals mit Vignet Henk van de Pol mit Willink Wout-Jan van der Schans mit Aquila                                                                  |             |             |                      |          |         |             |                  |
| 2           | Niederlande                                                          | | | 4           | 4           | 8                    |          |         | 40.000 €    | –                |
| 3           | Schweiz                                                              | Christina Liebherr | Eagle Eye | 0           | 1           |                      |          |         |             |                  |
| 3           | Schweiz                                                              | Steve Guerdat | Corbinian | 4           | (AUSG)      |                      |          |         |             |                  |
| 3           | Schweiz                                                              | Edwin Smits | Copain du Perchet CH | 4           | 4           |                      |          |         |             |                  |
| 3           | Schweiz                                                              | Niklaus Rutschi | Windsor XV | (AUFG)      | 0           |                      |          |         |             |                  |
| 3           | Schweiz                                                              | | | 8           | 5           | 13                   |          |         | 32.000 €    | 80               |
| 4           | Deutschland                                                          | André Thieme | Conthendrix | 4           | 4           |                      |          |         |             |                  |
| 4           | Deutschland                                                          | Mario Stevens | Brooklyn | 4           | 0           |                      |          |         |             |                  |
| 4           | Deutschland                                                          | Patrick Stühlmeyer | Lacan | 4           | (4)         |                      |          |         |             |                  |
| 4           | Deutschland                                                          | Hans-Dieter Dreher | Embassy II | (4)         | 0           |                      |          |         |             |                  |
| 4           | Deutschland                                                          | | | 12          | 4           | 16                   |          |         | 24.000 €    | –                |
| 5           | Spanien                                                              | Pilar Lucrecia Cordon mit Gribouille du Lys Eduardo Álvarez Aznar mit Rokfeller de Pleville Alberto Marquez Galobardes mit Belcanto Z Sergio Alvarez Moya mit Quitador Rochelais | Pilar Lucrecia Cordon mit Gribouille du Lys Eduardo Álvarez Aznar mit Rokfeller de Pleville Alberto Marquez Galobardes mit Belcanto Z Sergio Alvarez Moya mit Quitador Rochelais |             |             |                      |          |         |             |                  |
| 5           | Spanien                                                              | | | 8           | 9           | 17                   |          |         | 16.000 €    | 60               |
| 6           | Großbritannien                                                       | Scott Brash mit M'Lady Robert Whitaker mit Catwalk IV Spencer Roe mit Wonder Why Michael Whitaker mit Cassionato                                                                 | Scott Brash mit M'Lady Robert Whitaker mit Catwalk IV Spencer Roe mit Wonder Why Michael Whitaker mit Cassionato                                                                 |             |             |                      |          |         |             |                  |
| 6           | Großbritannien                                                       | | | 5           | 18          | 23                   |          |         | 11.000 €    | 55               |
| 7           | Italien                                                              | Emanuele Gaudiano mit Admara Juan Carlos García mit Gitano van Berkenbroeck Lorenzo de Luca mit Geisha van Orshof Piergiorgio Bucci mit Casallo Z                                | Emanuele Gaudiano mit Admara Juan Carlos García mit Gitano van Berkenbroeck Lorenzo de Luca mit Geisha van Orshof Piergiorgio Bucci mit Casallo Z                                |             |             |                      |          |         |             |                  |
| 7           | Italien                                                              | | | 24          | 0           | 24                   |          |         | 8.000 €     | 50               |
| 8           | Vereinigte Staaten (Mannschaft aus der Nord- und Zentralamerikaliga) | Charlie Jayne mit Valeska Georgina Bloomberg mit Lilli Lucy Davis mit Barron Todd Minikus mit Babalou                                                                            | Charlie Jayne mit Valeska Georgina Bloomberg mit Lilli Lucy Davis mit Barron Todd Minikus mit Babalou                                                                            |             |             |                      |          |         |             |                  |
| 8           | Vereinigte Staaten (Mannschaft aus der Nord- und Zentralamerikaliga) | | | 8           | 24          | 32                   |          |         | 5.000 €     | –                |

(Ausgeklammerte Strafpunkte zählen als Streichergebnis nicht für das Mannschaftsergebnis)

### Gesamtwertung Europa-Liga 1
Für das Finale des Nations Cups qualifizierten sich aus der Europa-Liga 1 die bestplatzierten sieben Mannschaften der Gesamtwertung. Spanien ist als Gastgeber ebenfalls für das Nations Cups-Finale qualifiziert.
Am besten meisterte Belgien die Saison und kam mit zwei Siegen, einem zweiten und einem vierten Platz bei seinen vier entscheidenden Wertungsprüfungen auf den ersten Rang der Gesamtwertung. Noch besser lief die Saison für Großbritannien, welches drei Siege feiern konnte. Da der erste Sieg jedoch keine Wertungspunkte brachte und die zwei weiteren zählenden Etappen jeweils nur auf dem sechsten Platz beendet wurden, reichte es für die Briten in der Gesamtwertung nur für Rang drei. Die Schweiz, bei ihren vier ausgewählten Etappen stets in der vorderen Hälfte des Ergebnisses, schloss die Saison auf dem zweiten Platz ab.
Mit einer ansteigenden Formkurve, die in einem Sieg beim heimischen Nationenpreis in Dublin endete, qualifizierte sich Irland für das Nationenpreisfinale. Mit diesem Sieg zogen sie zudem an Deutschland vorbei, dass in Dublin keine Wertungspunkte mehr sammeln konnte und damit auf Rang acht abrutschte. In der Endwertung liegt Deutschland damit zwar punktgleich mit den Niederlanden und Schweden, hatte von allen drei Mannschaften jedoch im Bezug auf die besten Etappen-Ergebnisse das Nachsehen und verpasste damit den Einzug in das Nationenpreisfinale. Da Japan auf die Teilnahme am Nationenpreisfinale verzichtete, rutschte die deutsche Mannschaft als Nachrücker doch noch in das Starterfeld des Nationenpreisfinals auf.
Italien konnte nach einem Sieg bei der ersten Wertungsprüfung keine weiteren Spitzenpositionen erreichen, Spanien kam bei seinen vier zählenden Etappen stets nur auf eine Mittelfeldposition. Beiden Mannschaften kamen daher auf die Plätze neun und zehn der Gesamtwertung.
|    |                | BEL | FRA | ITA | SUI | NED | SWE | GBR | IRL | Wertungs- punkte |
| -- | -------------- | --- | --- | --- | --- | --- | --- | --- | --- | ---------------- |
| 1  | Belgien        | 85  | 65  | –   | 100 | –   | –   | 100 | –   | 350              |
| 2  | Schweiz        | –   | –   | –   | 90  | –   | 70  | 90  | 80  | 330              |
| 3  | Großbritannien | –   | –   | 100 | –   | 100 | –   | 60  | 55  | 315              |
| 4  | Frankreich     | 70  | 90  | –   | 60  | 90  | –   | –   | –   | 310              |
| 5  | Irland         | 45  | 80  | –   | 80  | –   | –   | –   | 100 | 305              |
| 6  | Niederlande    | –   | 45  | 90  | –   | 60  | 100 | –   | –   | 295              |
| 7  | Schweden       | 50  | –   | 80  | –   | 80  | 85  | –   | –   | 295              |
| 8  | Deutschland    | –   | –   | –   | 70  | 70  | 85  | 70  | –   | 295              |
| 9  | Italien        | 100 | –   | 55  | –   | –   | –   | 50  | 50  | 255              |
| 10 | Spanien        | –   | 65  | 70  | –   | –   | 60  | –   | 60  | 255              |

## Europa-Liga 2
In der Europa-Liga 2 können alle europäischen Mannschaften Wertungspunkte sammeln, die nicht der Europa-Liga 1 angehörten. Auch in der Saison hatte die Europa-Liga 2, identisch zur Europa-Liga 1, acht Wertungsprüfungen. Jede Mannschaft kann bei den bis zu vier Turnieren, die sie zuvor festgelegt hat, Wertungspunkte sammeln.

### 1. Prüfung: Österreich
Das österreichische Nationenpreisturnier, das Linzer Pferdefestival, wurde vom 7. bis 10. Mai 2015 in Linz-Ebelsberg ausgetragen. Der Nationenpreis dieses CSIO 4*-Turniers wurde am 8. Mai ab etwa 16 Uhr durchgeführt.
Es siegte die Mannschaft der Tschechischen Republik. Deutschland kam auf den dritten Platz, auch Luxemburg und Österreich waren mit einer Equipe am Start.

### 2. Prüfung: Dänemark
Zum zweiten Mal in Folge fand das dänische Nationenpreisturnier in Odense auf der Insel Fünen statt. Das CSIO 3*-Turnier wurde vom 14. bis 17. Mai 2015 ausgetragen. Der Nationenpreis, zweite Etappe der Europa-Liga 2, fand am 15. Mai ab 16:00 Uhr statt.
Den Sieg in Odense sicherte sich die Mannschaft Belgiens. Die beste Mannschaft aus der Europa-Liga 2 findet sich erst auf dem fünften Rang, den Norwegen erreichte. Es waren 13 Equipen am Start, darunter auch Deutschland und die Schweiz.

### 3. Prüfung: Portugal
Die dritte Etappe führte die Europa-Liga 2 auf die iberische Halbinsel, vom 28. bis 31. Mai 2015 fand das CSIO 3*-Turnier von Lissabon statt.
Nur zwei von neun Mannschaften, die hier am Start waren, konnten Wertungspunkte sammeln. Der Sieg ging nach Spanien, 100 Wertungspunkte sicherte sich Portugal mit einem zweiten Platz seiner Mannschaft.

### 4. Prüfung: Polen
Auch im Jahr 2015 wurde in Sopot das polnische Nationenpreisturnier ausgetragen, es wurde vom 4. bis 7. Juni 2015 durchgeführt. Im Gegensatz zu den Vorjahren wurde das Turnier deutlich aufgewertet, so dass es neben dem Turnier in Gijón der einzige CSIO 5* der Europa-Liga 2 ist. Das Preisgeld des Nationenpreises verdreifachte sich auf 380.000 Złoty, das Preisgeld des Großen Preises verfünffachte sich im Vergleich zum Vorjahr sogar auf über 660.000 Złoty.
Im Nationenpreis, der am 5. Juni ab 14 Uhr ausgerichtet wurde, siegte die deutsche Mannschaft vor Frankreich. Beide Equipen hatten nach zwei Umläufen ein Ergebnis von fünf Strafpunkten, im dadurch erforderlichen Stechen sicherte André Thieme mit seinem Schimmelwallach Conthendrix Deutschland mit einer fehlerfreien Runde den Sieg. Die besten Mannschaften aus der Europa-Liga 2 waren Polen und Russland, beide auf dem vierten Platz im Endergebnis. Österreich war ebenfalls mit einer Mannschaft am Start, verpasste aber auf dem 12. Platz den Einzug in den zweiten Umlauf.

### 5. Prüfung: Ungarn
Der CSIO 3* von Budapest bildete den Rahmen für den ungarischen Nationenpreis. Das Turnier wurde vom 16. bis 19. Juli 2015 durchgeführt.
Im Nationenpreis, der am Freitag (17. Juli) ab 14:30 Uhr stattfand, lagen nach dem ersten Umlauf Ungarn, Italien und Dänemark punktgleich mit vier Strafpunkten in Führung. Im zweiten Umlauf kam es zu deutlich mehr Fehlern: Während Ungarn mit 16 Strafpunkten auf Rang fünf abrutschte, sicherte sich die dänische Mannschaft mit acht weiteren Strafpunkten den Sieg. Österreich kam mit 18 Strafpunkten auf den vierten Platz.

### 6. Prüfung: Slowakei
In der slowakischen Hauptstadt Bratislava wurde vom 23. bis 26. Juli 2015 die sechste Etappe der Europa-Liga 2 durchgeführt. Das Turnier war als CSIO 3* ausgeschrieben. Den Nationenpreis von Bratislava gewann die französische Equipe, die bereits nach dem ersten Umlauf deutlich mit sieben Strafpunkten in Führung gelegen hatte. Die vom französischen Springreiter Hervé Godignon trainierte Mannschaft Finnlands kam als beste Mannschaft aus der Europa-Liga 2 auf den zweiten Platz.

### 7. Prüfung: Spanien
Die spanische Etappe der Europa-Liga 2 fand in Gijón statt. Das CSIO 5*-Turnier wurde vom 26. bis zum 31. August 2015 durchgeführt.
Im Nationenpreis von Gijón dominierten die Mannschaften aus der Europa-Liga 1, beste Equipe aus der Europa-Liga 2 wurde die Ukraine auf dem siebenten Rang. Nach dem ersten Umlauf lagen Frankreich und Belgien ohne Strafpunkte in Führung. Während Belgien durch 12 Strafpunkte im zweiten Umlauf nach hinten fiel, reichte ein Gesamtergebnis von vier Strafpunkten für den französischen Sieg. Großbritannien und Irland gelang es als den beiden einzigen Mannschaften im zweiten Umlauf ohne Strafpunkte zu bleiben, beide teilten sich im Endergebnis den zweiten Rang.

### 8. Prüfung: San Marino
Wie im Vorjahr bildete das Nationenpreisturnier von San Marino den Abschluss der Europa-Liga 2. Das als CSIO 3* ausgeschriebene Turnier wurde vom 2. bis 6. September 2015 im italienischen Arezzo ausgetragen.
Sowohl nach dem ersten als auch nach dem zweiten Umlauf lagen Frankreich und Brasilien im Nationenpreis gleichauf auf dem ersten Rang, so dass ein Stechen erforderlich war. Die zwei Reiter im Stechen blieben beide nicht fehlerfrei, mit nur vier Strafpunkten sicherte Marlon Módolo Zanotelli mit dem Schimmel Valetto den Sieg für Brasilien. Alle anderen Mannschaften langen deutlich abgeschlagen zurück, so sicherte sich Tschechien den dritten Platz mit 29 Strafpunkten (was ihnen den Sieg in der Gesamtwertung der Europa-Liga 2 einbrachte), Deutschland kam mit einer jungen Equipe (drei der vier Reiter unter 25 Jahre) auf den vierten Rang.

### Gesamtwertung Europa-Liga 2
Für das Nations-Cup-Finale qualifizierten sich aus der Europa-Liga 2 die zwei in der Gesamtwertung bestplatzierten Equipen. Dies war zum einen Tschechien, welches in den Vorjahren stets auf den hinteren Plätzen der Europa Liga 2-Gesamtwertungen gelegen hatte, in der Saison 2015 jedoch mehrfach mit sehr guten Platzierungen überzeugt hatte. Die zweite Mannschaft, die sich qualifizierte, war Polen.
|    |              | AUT | DEN | POR | POL | HUN  | SVK | ESP | SMR | Wertungs- punkte |
| -- | ------------ | --- | --- | --- | --- | ---- | --- | --- | --- | ---------------- |
| 1  | Tschechien   | 100 | –   | –   | –   | 90   | 55  | –   | 100 | 345              |
| 2  | Polen        | –   | 75  | –   | 95  | –    | 80  | –   | 90  | 340              |
| 3  | Ukraine      | 90  | 90  | –   | 55  | –    | –   | 100 | –   | 335              |
| 4  | Finnland     | 70  | 75  | 90  | –   | –    | 100 | –   | –   | 335              |
| 5  | Dänemark     | –   | 60  | –   | 80  | 100  | –   | –   | 75  | 315              |
| 6  | Norwegen     | –   | 100 | –   | 60  | 50   | –   | –   | 75  | 285              |
| 7  | Portugal     | –   | 55  | 100 | –   | 55   | 70  | –   | –   | 280              |
| 8  | Türkei       | 60  | –   | –   | 70  | –    | 90  | –   | 60  | 280              |
| 9  | Russland     | 40  | –   | –   | 95  | 42,5 | 50  | –   | –   | 227,5            |
| 10 | Österreich   | 50  | –   | –   | 50  | 80   | –   | –   | –   | 180              |
| 11 | Ungarn       | 55  | –   | –   | –   | 65   | 45  | –   | –   | 165              |
| 12 | Slowakei     | 45  | –   | –   | –   | 42,5 | 60  | –   | –   | 147,5            |
| 13 | Griechenland | –   | –   | –   | –   | 35   | 40  | –   | –   | 75               |
| 14 | Bulgarien    | 35  | –   | –   | –   | 0    | –   | –   | –   | 35               |

## Finale

### Allgemeines
Den Abschluss der Nationenpreisserie bildete das Nations-Cup-Finale, das zum dritten Mal im Rahmen des CSIO Barcelona ausgerichtet wurde. Das Turnier wurde vom 24. bis 27. September auf dem Gelände des Real Club de Polo de Barcelona durchgeführt und war als CSIO 5* ausgeschrieben.
Erste Prüfung des Finals war eine Springprüfung nach Fehlern (ein Umlauf). Die besten acht Mannschaften aus dieser Prüfung waren für die Abschlussprüfung qualifiziert, die als Springprüfung nach Fehlern und Zeit ausgeschrieben war. Die Fehler aus der ersten Prüfung wurden nicht in die Abschlussprüfung mitgenommen. Bei einem Gleichstand auf dem ersten Platz wäre die Abschlussprüfung in einem Stechen entschieden worden, in dem dann noch drei Reiter pro Mannschaft gestartet wären.
Für die Mannschaften, die sich beim Finale nicht für die Abschlussprüfung qualifizierten, wurde eine Trostprüfung ausgetragen. Diese Prüfung war wie die Abschlussprüfung als Springprüfung mit einmalig möglichen Stechen ausgeschrieben, im Normalumlauf spielte Zeit jedoch nur im Bezug auf Zeitstrafpunkte eine Rolle.

### Mannschaften
Gemäß dem Nations-Cup-Reglement qualifizieren sich 18 Mannschaften für das Finale.
Aus den Ligen qualifizierten sich folgende Mannschaften:
- Europa-Liga 1:  Belgien,  Schweiz,  Großbritannien,  Frankreich,  Irland,  Niederlande,  Schweden
- Europa-Liga 2:  Tschechien,  Polen
- Nahost-Liga:  Saudi-Arabien,  Katar
- Nord- und Zentralamerikaliga:  Mexiko,  Vereinigte Staaten

Aus den Regionen ohne Nationenpreisligen wurden folgende Mannschaften für das Finalturnier benannt:
- Südamerika:  Brasilien,  Venezuela
- Asien/Australasien:  Australien,  Japan
- Afrika:  Ägypten[28]

Aufgrund des Verzichts Japans rückte Deutschland in das Nationenpreisfinale nach. Ebenso ging neben Katar keine zweite Mannschaft aus dem nahen Osten an den Start, so dass Italien eine Startberechtigung erhielt. Da auch die spanischen Gastgeber teilnahmeberechtigt waren, erhielten somit alle zehn Nationen der Europa-Liga 1 einen Startplatz.

### Ergebnisse

#### Qualifikationsprüfung
Belgien, das die Gesamtwertung der Europa-Liga 1 auf dem ersten Platz abgeschlossen hatte und nur bei den Europameisterschaften im Nationenpreis Schwächen gezeigt hatte, bestätigte in der Qualifikationsprüfung des Nationenpreisfinals seine Saisonleistung: In einem fordernden Parcours kam die Mannschaft auf nur fünf Strafpunkte. Dahinter auf Platz zwei kamen die deutsche Equipe (die mit derselben Mannschaft wie bei den Europameisterschaften in Barcelona angetreten war) und Schweden.
|    | Mannschaft         | Reiter                     | Pferd                  | Strafpunkte |
| -- | ------------------ | -------------------------- | ---------------------- | ----------- |
| 1  | Belgien            | Olivier Philippaerts       | Armstrong van de Kapel | 4           |
| 1  | Belgien            | Judy-Ann Melchior          | As Cold As Ice Z       | 1           |
| 1  | Belgien            | Jos Lansink                | For Cento              | (5)         |
| 1  | Belgien            | Gregory Wathelet           | Conrad                 | 0           |
| 1  | Belgien            | 8                          |                        |             |
| 2  | Deutschland        | Christian Ahlmann          | Taloubet Z             | 0           |
| 2  | Deutschland        | Meredith Michaels-Beerbaum | Fibonacci              | (5)         |
| 2  | Deutschland        | Daniel Deußer              | Cornet d'Amour         | 4           |
| 2  | Deutschland        | Ludger Beerbaum            | Chiara                 | 4           |
| 2  | Deutschland        | 8                          |                        |             |
| 2  | Schweden           | Malin Baryard-Johnsson     | Tornesch               | 4           |
| 2  | Schweden           | Angelie von Essen          | Tinkabell              | (21)        |
| 2  | Schweden           | Rolf-Göran Bengtsson       | Unita                  | 4           |
| 2  | Schweden           | Henrik von Eckermann       | Cantinero              | 4           |
| 2  | Schweden           | 8                          |                        |             |
| 4  | Großbritannien     | Ben Maher                  | Diva II                | 1           |
| 4  | Großbritannien     | Jessica Mendoza            | Spirit T               | 4           |
| 4  | Großbritannien     | Joe Clee                   | Utamaro d'Ecaussines   | 4           |
| 4  | Großbritannien     | Michael Whitaker           | Cassionato             | (13)        |
| 4  | Großbritannien     | 9                          |                        |             |
| 4  | Vereinigte Staaten | Laura Kraut                | Nouvelle               | 1           |
| 4  | Vereinigte Staaten | Lucy Davis                 | Barron                 | (12)        |
| 4  | Vereinigte Staaten | Lauren Hough               | Ohlala                 | 4           |
| 4  | Vereinigte Staaten | Beezie Madden              | Cortes ′C′             | 4           |
| 4  | Vereinigte Staaten | 9                          |                        |             |
| 6  | Niederlande        | Jeroen Dubbeldam           | Zenith                 | 0           |
| 6  | Niederlande        | Maikel van der Vleuten     | Verdi                  | (17)        |
| 6  | Niederlande        | Jur Vrieling               | Zirocco Blue           | 5           |
| 6  | Niederlande        | Gerco Schröder             | Cognac Champblanc      | 5           |
| 6  | Niederlande        | 10                         |                        |             |
| 7  | Irland             | Bertram Allen              | Molly Malone V         | 5           |
| 7  | Irland             | Greg Patrick Broderick     | Going Global           | (5)         |
| 7  | Irland             | Cian O’Connor              | Good Luck              | 4           |
| 7  | Irland             | Denis Lynch                | All Star               | 4           |
| 7  | Irland             | 13                         |                        |             |
| 8  | Schweiz            | Romain Duguet              | Quorida de Treho       | 1           |
| 8  | Schweiz            | Martin Fuchs               | Clooney                | 9           |
| 8  | Schweiz            | Janika Sprunger            | Bonne Chance           | (16)        |
| 8  | Schweiz            | Paul Estermann             | Castlefield Eclipse    | 5           |
| 8  | Schweiz            | 15                         |                        |             |
| 9  | Katar              | Katar                      | Katar                  | 16          |
| 9  | Mexiko             | Mexiko                     | Mexiko                 | 16          |
| 9  | Brasilien          | Brasilien                  | Brasilien              | 16          |
| 12 | Australien         | Australien                 | Australien             | 20          |
| 12 | Ägypten            | Ägypten                    | Ägypten                | 20          |
| 14 | Italien            | Italien                    | Italien                | 21          |
| 15 | Tschechien         | Tschechien                 | Tschechien             | 23          |
| 16 | Frankreich         | Frankreich                 | Frankreich             | 24          |
| 17 | Venezuela          | Venezuela                  | Venezuela              | 43          |
| 18 | Polen              | Polen                      | Polen                  | 46          |
| 18 | Spanien            | Spanien                    | Spanien                | 46          |

(Ausgeklammerte Strafpunkte zählen als Streichergebnis nicht für das Mannschaftsergebnis)

#### Trostprüfung
Am Freitag, den 25. September 2015 fand der Challenge Cup statt. Dieses Trostprüfung für die Mannschaften, die sich in der Qualifikationsprüfung nicht für die Abschlussprüfung qualifiziert hatten, war mit 300.000 € dotiert.
Im Jahr 2015 war hier kein Stechen um den Sieg erforderlich. Die Mannschaft Katars, die den Einzug in die Abschlussprüfung aufgrund eines Strafpunkts mehr als die Schweiz verpasst hatten, gewann die Trostprüfung klar. Dahinter finden sich gleich fünf Mannschaften, die mit 12 oder 13 Strafpunkten auf den zweiten bzw. fünften Platz kamen. Hierunter war auch Vize-Weltmeister Frankreich, das wie bereits im Jahr 2014 den Einzug in die Abschlussprüfung verpasst hatte.
|    | Mannschaft | Reiter                   | Pferd                      | Strafpunkte | Preisgeld |
| -- | ---------- | ------------------------ | -------------------------- | ----------- | --------- |
| 1  | Katar      | Ali bin Chalid Al Thani  | Vienna Olympic             | (19)        |           |
| 1  | Katar      | Khalid Mohammed Al Emadi | Tamira IV                  | 4           |           |
| 1  | Katar      | Ali Al Rumaihi           | Gunder                     | 5           |           |
| 1  | Katar      | Bassem Hassan Mohammed   | California                 | 0           |           |
| 1  | Katar      |                          |                            | 9           | 80.000 €  |
| 2  | Australien | Jamie Kermond            | Quite Cassini              | (9)         |           |
| 2  | Australien | Jessica Brown            | Casco                      | 4           |           |
| 2  | Australien | Scott Keach              | Fedor                      | 8           |           |
| 2  | Australien | Edwina Tops-Alexander    | Heidi du Ruisseau Z        | 0           |           |
| 2  | Australien |                          |                            | 12          | 50.000 €  |
| 2  | Brasilien  | Pedro Veniss             | Ouabri de L'Isle           | 0           |           |
| 2  | Brasilien  | Felipe Amaral            | Premiere Carthoes          | 8           |           |
| 2  | Brasilien  | Doda de Miranda          | Living the Dream           | 4           |           |
| 2  | Brasilien  | Marlon Modolo Zanotelli  | Rock'n Roll Semilly        | (12)        |           |
| 2  | Brasilien  |                          |                            | 12          | 50.000 €  |
| 2  | Frankreich | Pénélope Leprevost       | Flora de Mariposa          | 8           |           |
| 2  | Frankreich | Nicolas Delmotte         | Number One D'Iso Un Prince | 4           |           |
| 2  | Frankreich | Roger-Yves Bost          | Qoud'Coeur de La Loge      | (8)         |           |
| 2  | Frankreich | Kevin Staut              | Reveur de Hurtebise        | 0           |           |
| 2  | Frankreich |                          |                            | 12          | 50.000 €  |
| 5  | Italien    | Emanuele Gaudiano        | Admara                     | 4           |           |
| 5  | Italien    | Juan Carlos García       | Gitano van Berkenbroeck    | (12)        |           |
| 5  | Italien    | Lorenzo de Luca          | Silverstras                | 1           |           |
| 5  | Italien    | Piergiorgio Bucci        | Catwalk Z                  | 8           |           |
| 5  | Italien    |                          |                            | 13          | 20.000 €  |
| 5  | Ägypten    | Abdel Said               | Vingino                    | 8           |           |
| 5  | Ägypten    | Mohamed Talaat           | Connaught                  | 1           |           |
| 5  | Ägypten    | Karim El Zoghby          | Amelia                     | 4           |           |
| 5  | Ägypten    | Sameh El Dahan           | Suma's Zorro               | (12)        |           |
| 5  | Ägypten    |                          |                            | 13          | 20.000 €  |
| 7  | Mexiko     | Nicolas Pizarro          | Colasko                    | 8           |           |
| 7  | Mexiko     | Federico Fernández       | Guru                       | (9)         |           |
| 7  | Mexiko     | Santiago Lambre          | Johnny Boy                 | 5           |           |
| 7  | Mexiko     | Alberto Michán Halbinger | Camilo                     | 4           |           |
| 7  | Mexiko     |                          |                            | 17          | 7.500 €   |
| 8  | Spanien    | Manuel Fernandez Saro    | Santiago de Blondel        | 4           |           |
| 8  | Spanien    | Pilar Lucrecia Cordon    | Gribouille du Lys          | 8           |           |
| 8  | Spanien    | Gerardo Menendez Mieres  | Cassino                    | 8           |           |
| 8  | Spanien    | Sergio Álvarez Moya      | Carlo                      | (8)         |           |
| 8  | Spanien    |                          |                            | 20          | 7.500 €   |
| 9  | Tschechien | Zuzanna Zelinkova        | Caleri II                  | (17)        |           |
| 9  | Tschechien | Aleš Opatrný             | Landthago                  | 13          |           |
| 9  | Tschechien | Emma Augier de Moussac   | Charly Brown               | 13          |           |
| 9  | Tschechien | Ondrej Zvara             | Cento Lano                 | 8           |           |
| 9  | Tschechien |                          |                            | 34          | 7.500 €   |
| 10 | Polen      | Mściwoj Kiecoń           | Urbane                     | (AUSG)      |           |
| 10 | Polen      | Jarosław Skrzyczyński    | Crazy Quick                | 12          |           |
| 10 | Polen      | Maksymilian Wechta       | London                     | 17          |           |
| 10 | Polen      | Krzysztof Ludwiczak      | Zoweja                     | 8           |           |
| 10 | Polen      |                          |                            | 37          | 3.750 €   |
| 11 | Venezuela  | Emanuel Andrade          | Hardrock Z                 | 13          |           |
| 11 | Venezuela  | Juan Ortiz               | D'Ulien van de Smeets      | 13          |           |
| 11 | Venezuela  | Pablo Barrios            | Antares                    | 28          |           |
| 11 | Venezuela  | Andrés Rodríguez         | Darlon van Groenhove       | (N.GES.)    |           |
| 11 | Venezuela  |                          |                            | 54          | 3.750 €   |

(Ausgeklammerte Strafpunkte zählen als Streichergebnis nicht für das Mannschaftsergebnis)

#### Abschlussprüfung (Nations-Cup-Finale 2015)
Die Abschlussprüfung des Nations-Cup-Finals 2015 wurde am Abend des 26. September 2015 durchgeführt. Dem Anlass entsprechend war der Parcours hoch anspruchsvoll: Von den ersten Reitern der acht Mannschaften gelang niemand eine fehlerfreie Runde. Von den zweiten Mannschaftsreitern glückten Meredith Michaels-Beerbaum und Judy-Ann Melchior mit ihren Pferden Ritte ohne Fehler. Da die ersten Reiter Deutschlands und Belgiens jeweils nur vier Strafpunkte bekommen hatten, setzten sich diese beiden Mannschaften an die Spitze.
Den dritten Reitern einer jeden Mannschaft war ebenfalls kein Null-Fehler-Ritt vergönnt. Die vierten Reiter hingegen sorgten für reichlich Spannung: Mit Cian O’Connor, Beezie Madden, Gerco Schröder, Joe Clee und Gregory Wathelet gelang gleich fünf von ihnen, ohne Strafpunkte in das Ziel zu kommen. Mit Gregory Wathelets Ergebnis stand der belgische Sieg fest, nachdem die deutsche Mannschaft aufgrund von zwei Ritten mit acht Strafpunkten weit zurückfiel. Da, anders als in den Trostprüfung, auch die benötigte Zeit in das Ergebnis einging, kam man noch hinter den punktgleichen Equipen der vereinigten Staaten und Irlands auf den sechsten Rang.
|             | Mannschaft         | Reiter                     | Pferd                  | 1. Umlauf | 1. Umlauf | Preis- geld |
| Strafpunkte | Mannschaft         | Reiter                     | Pferd                  | Zeit (s)  |           | Preis- geld |
| ----------- | ------------------ | -------------------------- | ---------------------- | --------- | --------- | ----------- |
| 1           | Belgien            | Olivier Philippaerts       | Armstrong van de Kapel | 4         |           |             |
| 1           | Belgien            | Judy-Ann Melchior          | As Cold As Ice Z       | 0         |           |             |
| 1           | Belgien            | Jos Lansink                | For Cento              | (8)       |           |             |
| 1           | Belgien            | Gregory Wathelet           | Conrad                 | 0         |           |             |
| 1           | Belgien            |                            |                        | 4         | 225,91    | 500.000 €   |
| 2           | Großbritannien     | Ben Maher                  | Diva II                | 4         |           |             |
| 2           | Großbritannien     | Jessica Mendoza            | Spirit T               | 4         |           |             |
| 2           | Großbritannien     | Laura Renwick              | Bintang II             | (16)      |           |             |
| 2           | Großbritannien     | Joe Clee                   | Utamaro d'Ecaussines   | 0         |           |             |
| 2           | Großbritannien     |                            |                        | 8         | 223,14    | 300.000 €   |
| 3           | Niederlande        | Jeroen Dubbeldam           | Zenith                 | (12)      |           |             |
| 3           | Niederlande        | Maikel van der Vleuten     | Verdi                  | 4         |           |             |
| 3           | Niederlande        | Jur Vrieling               | Zirocco Blue           | 4         |           |             |
| 3           | Niederlande        | Gerco Schröder             | Cognac Champblanc      | 0         |           |             |
| 3           | Niederlande        |                            |                        | 8         | 226,80    | 200.000 €   |
| 4           | Vereinigte Staaten | Laura Kraut                | Nouvelle               | 8         |           |             |
| 4           | Vereinigte Staaten | Reed Kessler               | Cylana                 | (8)       |           |             |
| 4           | Vereinigte Staaten | Lauren Hough               | Ohlala                 | 4         |           |             |
| 4           | Vereinigte Staaten | Beezie Madden              | Cortes ′C′             | 0         |           |             |
| 4           | Vereinigte Staaten |                            |                        | 12        | 219,61    | 135.000 €   |
| 5           | Irland             | Denis Lynch                | All Star               | 8         |           |             |
| 5           | Irland             | Greg Patrick Broderick     | Going Global           | 4         |           |             |
| 5           | Irland             | Bertram Allen              | Molly Malone V         | (8)       |           |             |
| 5           | Irland             | Cian O’Connor              | Good Luck              | 0         |           |             |
| 5           | Irland             |                            |                        | 12        | 221,64    | 110.000 €   |
| 6           | Deutschland        | Christian Ahlmann          | Taloubet Z             | 4         |           |             |
| 6           | Deutschland        | Meredith Michaels-Beerbaum | Fibonacci              | 0         |           |             |
| 6           | Deutschland        | Daniel Deußer              | Cornet d'Amour         | (8)       |           |             |
| 6           | Deutschland        | Ludger Beerbaum            | Chiara                 | 8         |           |             |
| 6           | Deutschland        |                            |                        | 12        | 223,36    | 90.000 €    |
| 7           | Schweden           | Malin Baryard-Johnsson     | Tornesch               | 8         |           |             |
| 7           | Schweden           | Angelie von Essen          | Tinkabell              | (8)       |           |             |
| 7           | Schweden           | Rolf-Göran Bengtsson       | Unita                  | 4         |           |             |
| 7           | Schweden           | Henrik von Eckermann       | Cantinero              | 4         |           |             |
| 7           | Schweden           |                            |                        | 16        | 225,15    | 85.000 €    |
| 8           | Schweiz            | Romain Duguet              | Quorida de Treho       | 8         |           |             |
| 8           | Schweiz            | Martin Fuchs               | Clooney                | 4         |           |             |
| 8           | Schweiz            | Janika Sprunger            | Bonne Chance           | (12)      |           |             |
| 8           | Schweiz            | Paul Estermann             | Castlefield Eclipse    | 8         |           |             |
| 8           | Schweiz            |                            |                        | 20        | 222,42    | 80.000 €    |

(Ausgeklammerte Strafpunkte zählen als Streichergebnis nicht für das Mannschaftsergebnis)